# Afrikaanse wilde hond
De Afrikaanse wilde hond of hyenahond (Lycaon pictus) is een vleeseter van gemiddelde grootte met een hondachtig uiterlijk en een onregelmatig gevlekte zwarte, geelbruine en witte vacht. Bij volwassen dieren zijn kop en romp  samen 76–112 cm, de staart 30–41 cm, bij een schouderhoogte van 61–78 cm en een lichaamsgewicht van 17–36 kg. Lycaon pictus heeft vier tenen aan elke voet, waarmee de soort zich onderscheidt van andere hondachtigen. De Afrikaanse wilde hond was ooit wijdverbreid in Afrika ten zuiden van de Sahara en leefde in bijna alle biotopen en komt nu voor in graslanden, bergachtige savannes en open bossen. De Afrikaanse wilde hond wordt door de IUCN als bedreigde soort beschouwd, maar is nog niet opgenomen in bijlage 1 van het Verdrag inzake de internationale handel in bedreigde in het wild levende dier- en plantensoorten (CITES).

## Beschrijving

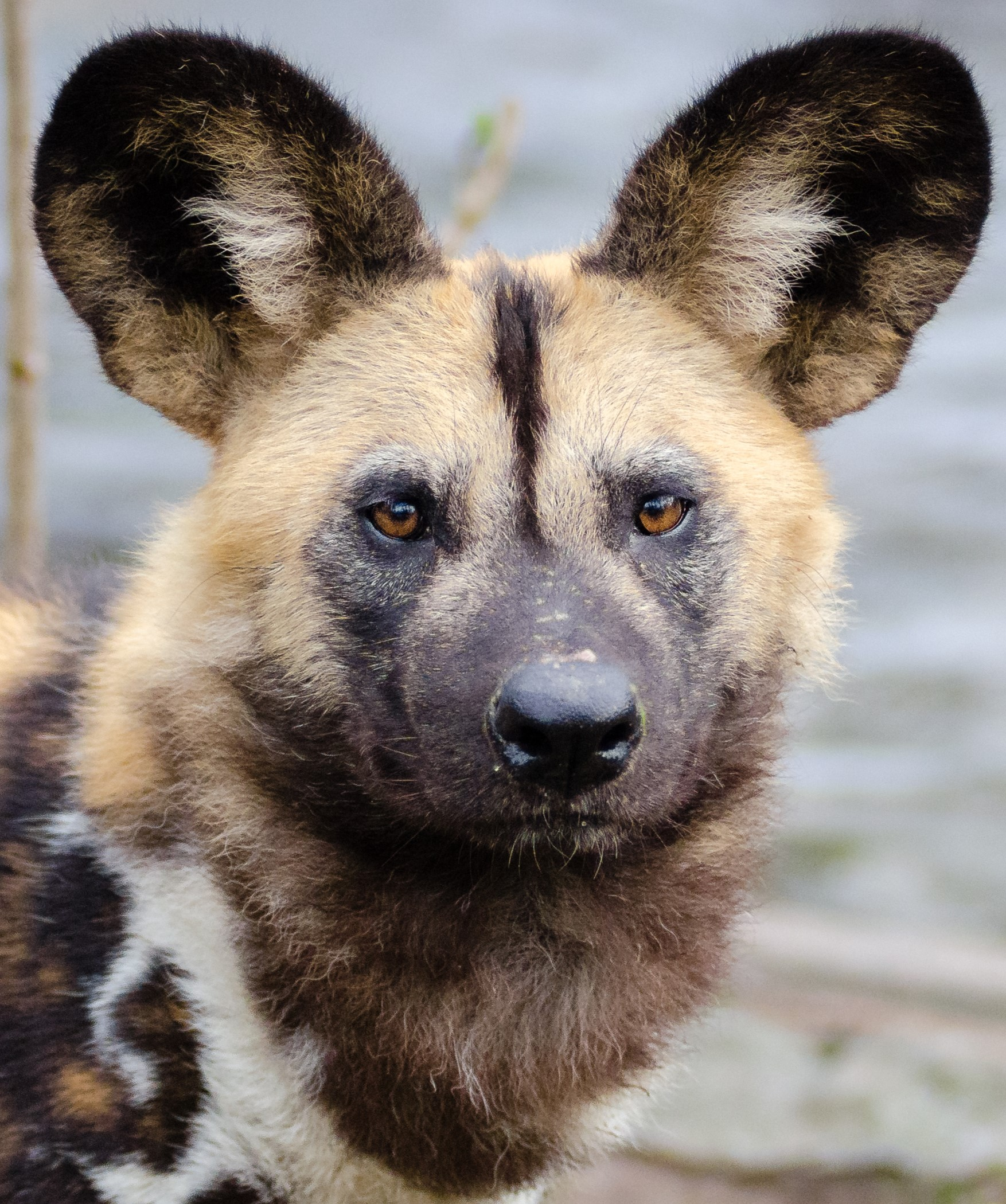
vooraanzicht van de kop met de kenmerkende ronde oorschelpen

De Afrikaanse wilde hond is een forse, slanke carnivoor met een kop-romplengte van 76–112 cm, een staartlengte van 30–41 cm, bij een schouderhoogte van 61–78 cm en een lichaamsgewicht van 17–36 kg. De schedel is ruim 18 cm lang en robuust gebouwd, en het gebit is aangepast om vast te houden en te knippen in plaats van te kauwen. De jukbeenboog is zwaar en heeft een breedte van ruim 12 cm. De vacht van de Afrikaanse wilde hond is onregelmatig zwart, geelbruin en wit gevlekt en verschilt van dier tot dier. Het voorhoofd is over het algemeen licht en de snuit is donker. De oren zijn groot, rond en bedekt met korte donkere haren met plukjes licht haar aan de binnenkant. Het haar op het lichaam is kort en schaars en er is geen ondervacht. Het enige gemeenschappelijke kenmerk van de vacht die over het algemeen door alle individuen wordt gedeeld, is een witte punt van de staart, die zou kunnen dienen om individuen bij elkaar te houden wanneer de roedel door dichte, hoge vegetatie beweegt. De Afrikaanse wilde hond loopt op de toppen van de vier tenen die het dier aan elke voet heeft, waardoor het sneller kan rennen. De klauwen (homoloog aan onze duimen) ontwikkelen zich niet, zoals wel het geval is bij andere, tragere hondensoorten. Er zijn geen waarneembare verschillen tussen de reuen en teven, behalve een verschil van 3-7% in grootte van het skelet en de spieren.

### Anatomie

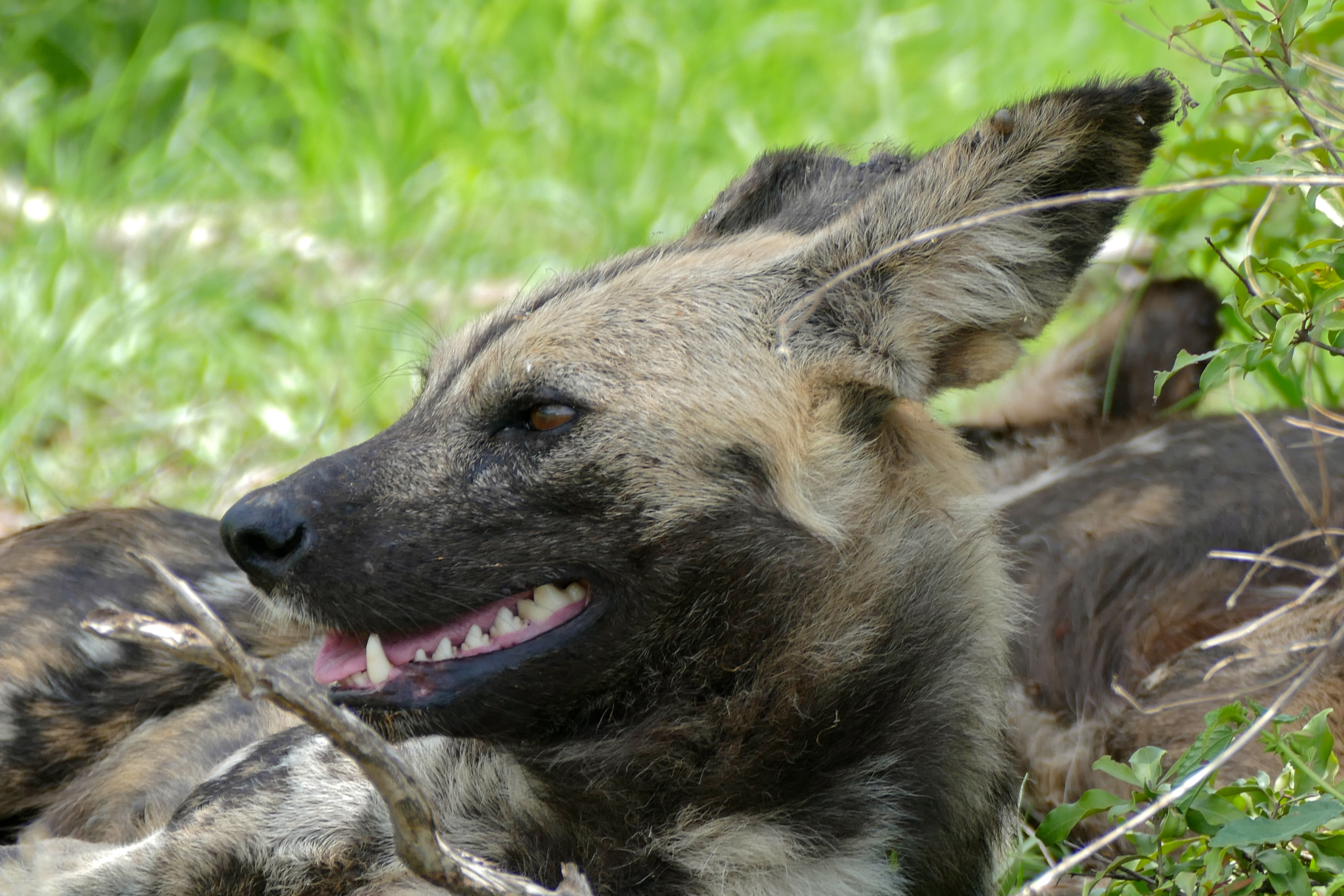
3 snijtanden, 1 hoektand, 4 valse kiezen en de grote voorste ware kies

De tandformule van de volwassen Afrikaanse wilde hond is 3.1.3.33.1.4.3 × 2 = 42, dat wil zeggen drie snijtanden, een hoektand, drie valse kiezen en drie ware kiezen in elke helft van de bovenkaak, en drie snijtanden, een hoektand, vier valse kiezen en drie ware kiezen in elke helft van de onderkaak. De tweede en derde kies zijn kleiner dan de voorste knobbel aan de wangzijde van de voorste ware kies. De breedte van het gehemelte tussen de voorste ware kiezen is groter dan de helft van de lengte van het gehemelte gemeten vanaf de voorrand van de hoektanden.

### Ontwikkeling
Pasgeboren Afrikaanse wilde honden zijn nestblijvers, zwart en wegen bij de geboorte ongeveer 300 g. De ogen gaan open na ongeveer 13 dagen, maar de jongen blijven tot 3 weken in het hol, wanneer ze vast voedsel beginnen te eten dat door andere roedelleden wordt uitgebraakt. Jongeren beginnen de roedel te volgen als ze 3 maanden oud zijn en kunnen prooien doden vanaf zo'n 11 maanden, hoewel ze pas enkele maanden later efficiënt jagers zijn.

### Chromosomen
De Afrikaanse wilde hond heeft 39 paar homologe chromosomen (2n=78), net als andere hondachtigen. Genetische en morfologische verschillen suggereren dat populaties van Afrikaanse wilde hond in Oost- en Zuid-Afrika verschillende ondersoorten zijn, maar deze zijn niet formeel erkend. Gedurende de afgelopen 1.000.000 jaar is de populatieomvang van de Afrikaanse wilde hond twee of meer keer zeer klein geweest zodat specifieke delen van het genoom een lage diversiteit laten zien.

### Verschillen met andere hondachtigen
De Afrikaanse wilde hond is de enige nog niet uitgestorven soort in het geslacht. Vergeleken met de andere hondachtigen binnen zijn geografische spreiding (Afrikaanse wolf, de gestreepte jakhals, zadeljakhals en grootoorvos), is de Afrikaanse wilde hond het grootst en relatief licht gebouwd met grote, ronde oren. De soort heeft slechts vier tenen aan elke poot, wat hem onderscheidt van andere hondachtigen, en de poten zijn lang en slank. Het meest onderscheidende kenmerk van L. pictus is de unieke vachtkleuring van onregelmatige zwarte, geelbruine en witte vlekken.

## Taxonomie
De Afrikaanse wilde hond is voor het eerst beschreven door de Zweedse natuuronderzoeker Carl Peter Thunberg in 1811 en die gaf deze de wetenschappelijke naam Canis aureus. Die naam was echter niet beschikbaar omdat Carl Linnaeus diezelfde naam al had gegeven aan de goudjakhals in 1758. In 1820 gaf de Nederlandse zoöloog Coenraad Jacob Temminck de naam Hyaena picta aan een exemplaar afkomstig uit Mozambique. William John Burchell beschreef in 1822 een exemplaar afkomstig van de bovenloop van de Oranje Rivier in Zuid-Afrika en noemde die Hyaena venatica. Datzelfde jaar deelde Anselme Gaëtan Desmarest de Afrikaanse wilde hond in bij het geslacht Canis en maakte de nieuwe combinatie Canis pictus. De Britse natuurwetenschapper Joshua Brookes suggereerde de naam Lycaon voor een ondergeslacht van Canis in de publicatie An outline of an attempt at the disposition of Mammalia into tribes and families, with a list of the genera apparently appertaining to each tribe van John Edward Gray, echter zonder het dier te beschrijven. Maar in 1827 beschreef Brookes een exemplaar uit de Kaap de Goede Hoop en gaf daaraan de naam Lycaon tricolor. In 1829 gaf Frederic Cuvier, de jongere broer van de beroemde Franse natuuronderzoeker Georges Cuvier, de soort een nieuwe geslachtsnaam en maakte de combinatie Cynhyaena picta. De Schotse zoöloog Andrew Smith gaf in 1833 zowel de naam Lycaon typicus als Lycaon pictus, de eerste keer dat de huidige wetenschappelijke naam werd gebruikt. De Franse zoöloog Pierre Boitard gaf de soort een nieuwe geslachtsnaam in 1842 en maakte de combinatie Hyenoides picta en Duits natuuronderzoeker Eduard Rüppell gaf in datzelfde jaar de naam Kynos pictus. In 1868 deelde Gray het exemplaar dat was beschreven door Burchell in bij het geslacht Lycaon en noemde het Lycaon venaticus. In 1902 meende Michael Rogers Oldfield Thomas dat dit exemplaar slechts een ondersoort vertegenwoordigt en noemde deze daarom Lycaon pictus venaticus. Datzelfde jaar onderscheidde Thomas een exemplaar uit de Grote Slenk met de naam Lycaon pictus lupinus, en in 1904 volgde Lycaon pictus somalicus uit centraal Somaliland en Lycaon pictus zuluensis uit Zululand, om te eindigen met Lycaon pictus sharicus uit Tsjaad, een naam die hij samen met Robert Charles Wroughton gaf in 1907. In 1912 beschreef Paul Matschie Lycaon pictus prageri uit de hooglanden van Kenia. In 1915 volgden van zijn hand Lycaon lalandei, L. rüppelli, L. lademanni, L. ssongaeae, L. hennigi, L. stierlingi, L. huebneri, L. ruwanae, L. kondoae, L. langheldi, L. dieseneri, L. gansseri, L. taborae, L. wintgensi, L. richteri, L. styxi, L. luchsingeri, L. zedlitzi, L. takanus, L. manguensis, L. mischlichi, L. ebermaieri, L. fuchsia, L. cacondae, L. gobabis, L. krebsi en L. windhorni. De Afrikaanse wilde hond wordt gerekend tot de orde Carnivora, onderorde Caniformia, familie Canidae, onderfamilie Caninae en stam Canini. Het geslacht Lycaon is monotypisch, dat wil zeggen dat er slechts een soort leeft. Uit een vergelijking van het DNA uit 2009 zou blijken dat er geen ondersoorten van de Afrikaanse wilde hond hoeven te worden onderscheiden, maar dat er wel geografische varianten bestaan. Tegenwoordig wordt er op gewezen dat de uitwisseling van genen tussen de Oost-Afrikaanse en zuidelijk Afrikaanse populaties gering is en wellicht toch twee ondersoorten kunnen worden onderscheiden. Alle bovenstaande wetenschappelijke namen worden vooralsnog beschouwd als synoniemen van Lycaon pictus.

### Naamgeving

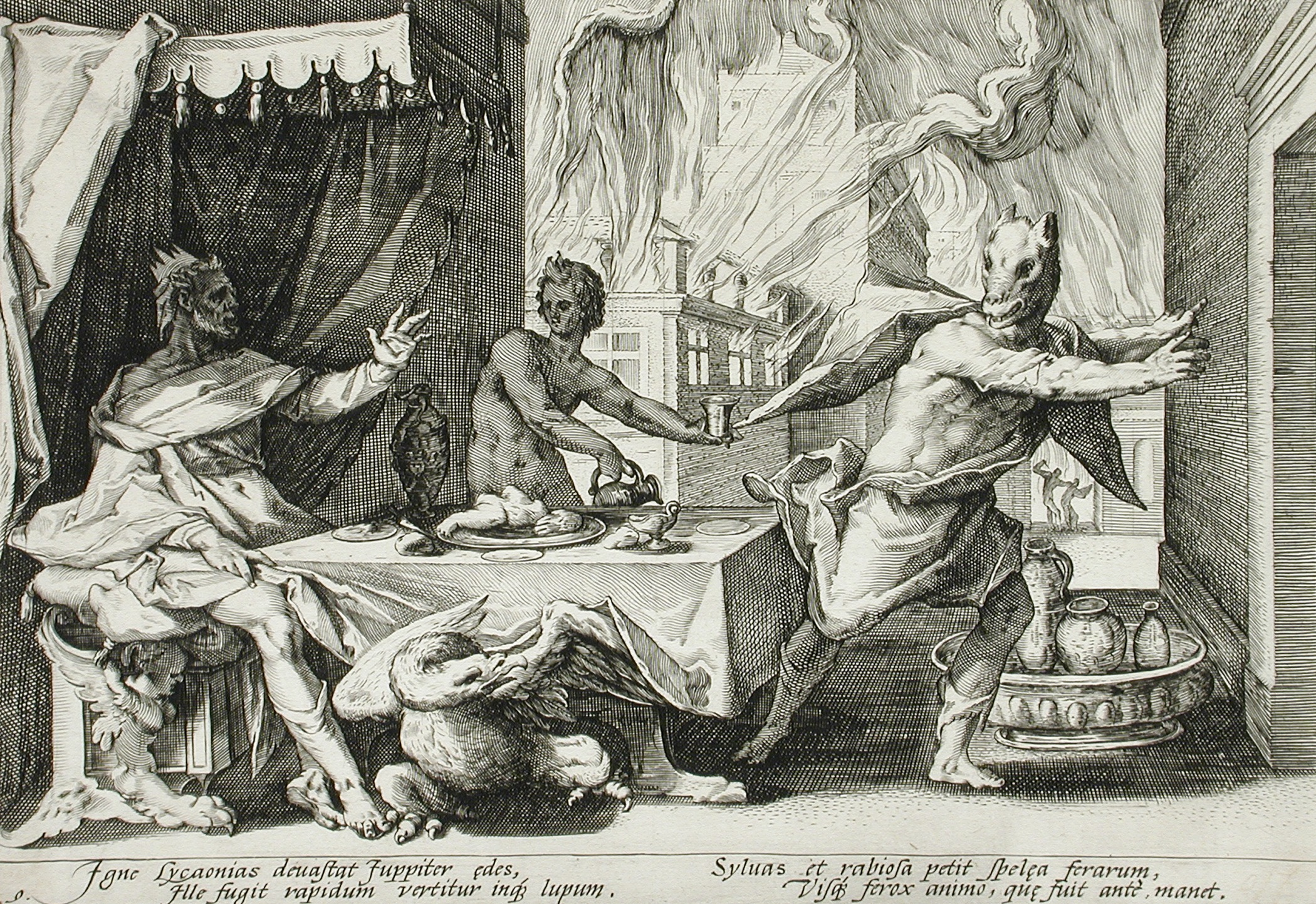
Gravure van Hendrik Goltzius: Zeus verandert Lycaon in een wolf

De geslachtsnaam Lycaon is terug te voeren op de Griekse mythologie. Λυκάων (Lukáōn) was de koning van Arcadië die door Zeus in een wolf veranderd werd omdat hij het vlees van een van zijn eigen zoons aan hem te eten gaf. Lycaon is echter niet het woord voor wolf in het Grieks, dat is λῠ́κος (lúkos). De soortnaam pictus is Latijn en betekent "geverfd" of "bont", wat een passende beschrijving is van de vacht van de Afrikaanse wilde hond.

### Verwantschap
De Afrikaanse wilde hond heeft enkele specifieke kenmerken die erop wijzen dat deze soort sterker is aangepast aan een dieet van uitsluitend vlees dan andere hondachtigen. Zo zorgt de afwezigheid van de duimen ervoor dat het dier beter prooien langdurig kan achtervolgen. Verder zijn de kiezen meer gespecialiseerd op het knippen van vlees ten koste van het vermogen te kauwen. Dit heeft als voordeel dat er sneller kan worden gegeten zodat minder van de prooi afgegeven hoeft te worden aan de grote katachtige voedselconcurrenten. Er zijn ook aanwijzingen van evolutionaire selectie ten gunste van de bontgekleurde vacht, maar onduidelijk is welk voordeel daarmee zou worden behaald. De hondenfamilie (Canidae) valt uiteen in vier groepen, de grijze vossen (geslacht Urocyon), de vosachtigen (Vulpini), de Zuid-Amerikaanse voshonden (Cerdocyonina) en de echte hondachtigen van de Oude Wereld en Noord-Amerika (Canina). De Afrikaanse wilde hond is waarschijnlijk als eerste afgetakt van de overige echte hondachtigen. Sommige onderzoeken suggereren dat de Afrikaanse wilde hond en de dhole of Aziatische wilde hond (Cuon alpinus) elkaars nauwste verwanten zouden zijn, maar het is waarschijnlijk dat incidentele kruisingen tijdens de voorlaatste ijstijd uitwisseling van genetisch materiaal (gene flow) tussen deze twee soorten heeft veroorzaakt. De positie van de gestreepte jakhals en de zadeljakhals is ook nog niet helemaal duidelijk, maar het lijkt waarschijnlijk dat de dhole meer verwant is aan de echte honden (geslacht Canis) dan aan deze twee soorten jakhals. De goudjakhals hoort daarentegen wel in het geslacht Canis. De onderstaande boom is een weergave van deze inzichten.
|  | gestreepte jakhals |
|  |                    |
|  | zadeljakhals       |
|  |                    |

|  | Ethiopische wolf                                                                                   |
|  | |
|  | \| \| Afrikaanse wolf (Canis lupaster) \| \| \| \| \| \| hond, wolf, coyote, rode wolf \| \| \| \| |
|  | |
|  | Afrikaanse wolf (Canis lupaster)                                                                   |
|  | |
|  | hond, wolf, coyote, rode wolf                                                                      |
|  | |

|  | Afrikaanse wolf (Canis lupaster) |
|  |                                  |
|  | hond, wolf, coyote, rode wolf    |
|  |                                  |

|  | Ethiopische wolf                                                                                   |
|  | |
|  | \| \| Afrikaanse wolf (Canis lupaster) \| \| \| \| \| \| hond, wolf, coyote, rode wolf \| \| \| \| |
|  | |
|  | Afrikaanse wolf (Canis lupaster)                                                                   |
|  | |
|  | hond, wolf, coyote, rode wolf                                                                      |
|  | |

|  | Afrikaanse wolf (Canis lupaster) |
|  |                                  |
|  | hond, wolf, coyote, rode wolf    |
|  |                                  |

|  | Ethiopische wolf                                                                                   |
|  | |
|  | \| \| Afrikaanse wolf (Canis lupaster) \| \| \| \| \| \| hond, wolf, coyote, rode wolf \| \| \| \| |
|  | |
|  | Afrikaanse wolf (Canis lupaster)                                                                   |
|  | |
|  | hond, wolf, coyote, rode wolf                                                                      |
|  | |

|  | Afrikaanse wolf (Canis lupaster) |
|  |                                  |
|  | hond, wolf, coyote, rode wolf    |
|  |                                  |

|  | Ethiopische wolf                                                                                   |
|  | |
|  | \| \| Afrikaanse wolf (Canis lupaster) \| \| \| \| \| \| hond, wolf, coyote, rode wolf \| \| \| \| |
|  | |
|  | Afrikaanse wolf (Canis lupaster)                                                                   |
|  | |
|  | hond, wolf, coyote, rode wolf                                                                      |
|  | |

|  | Afrikaanse wolf (Canis lupaster) |
|  |                                  |
|  | hond, wolf, coyote, rode wolf    |
|  |                                  |

|  | gestreepte jakhals |
|  |                    |
|  | zadeljakhals       |
|  |                    |

|  | Ethiopische wolf                                                                                   |
|  | |
|  | \| \| Afrikaanse wolf (Canis lupaster) \| \| \| \| \| \| hond, wolf, coyote, rode wolf \| \| \| \| |
|  | |
|  | Afrikaanse wolf (Canis lupaster)                                                                   |
|  | |
|  | hond, wolf, coyote, rode wolf                                                                      |
|  | |

|  | Afrikaanse wolf (Canis lupaster) |
|  |                                  |
|  | hond, wolf, coyote, rode wolf    |
|  |                                  |

|  | Ethiopische wolf                                                                                   |
|  | |
|  | \| \| Afrikaanse wolf (Canis lupaster) \| \| \| \| \| \| hond, wolf, coyote, rode wolf \| \| \| \| |
|  | |
|  | Afrikaanse wolf (Canis lupaster)                                                                   |
|  | |
|  | hond, wolf, coyote, rode wolf                                                                      |
|  | |

|  | Afrikaanse wolf (Canis lupaster) |
|  |                                  |
|  | hond, wolf, coyote, rode wolf    |
|  |                                  |

|  | Ethiopische wolf                                                                                   |
|  | |
|  | \| \| Afrikaanse wolf (Canis lupaster) \| \| \| \| \| \| hond, wolf, coyote, rode wolf \| \| \| \| |
|  | |
|  | Afrikaanse wolf (Canis lupaster)                                                                   |
|  | |
|  | hond, wolf, coyote, rode wolf                                                                      |
|  | |

|  | Afrikaanse wolf (Canis lupaster) |
|  |                                  |
|  | hond, wolf, coyote, rode wolf    |
|  |                                  |

|  | Ethiopische wolf                                                                                   |
|  | |
|  | \| \| Afrikaanse wolf (Canis lupaster) \| \| \| \| \| \| hond, wolf, coyote, rode wolf \| \| \| \| |
|  | |
|  | Afrikaanse wolf (Canis lupaster)                                                                   |
|  | |
|  | hond, wolf, coyote, rode wolf                                                                      |
|  | |

|  | Afrikaanse wolf (Canis lupaster) |
|  |                                  |
|  | hond, wolf, coyote, rode wolf    |
|  |                                  |

|  | gestreepte jakhals |
|  |                    |
|  | zadeljakhals       |
|  |                    |

|  | Ethiopische wolf                                                                                   |
|  | |
|  | \| \| Afrikaanse wolf (Canis lupaster) \| \| \| \| \| \| hond, wolf, coyote, rode wolf \| \| \| \| |
|  | |
|  | Afrikaanse wolf (Canis lupaster)                                                                   |
|  | |
|  | hond, wolf, coyote, rode wolf                                                                      |
|  | |

|  | Afrikaanse wolf (Canis lupaster) |
|  |                                  |
|  | hond, wolf, coyote, rode wolf    |
|  |                                  |

|  | Ethiopische wolf                                                                                   |
|  | |
|  | \| \| Afrikaanse wolf (Canis lupaster) \| \| \| \| \| \| hond, wolf, coyote, rode wolf \| \| \| \| |
|  | |
|  | Afrikaanse wolf (Canis lupaster)                                                                   |
|  | |
|  | hond, wolf, coyote, rode wolf                                                                      |
|  | |

|  | Afrikaanse wolf (Canis lupaster) |
|  |                                  |
|  | hond, wolf, coyote, rode wolf    |
|  |                                  |

|  | Ethiopische wolf                                                                                   |
|  | |
|  | \| \| Afrikaanse wolf (Canis lupaster) \| \| \| \| \| \| hond, wolf, coyote, rode wolf \| \| \| \| |
|  | |
|  | Afrikaanse wolf (Canis lupaster)                                                                   |
|  | |
|  | hond, wolf, coyote, rode wolf                                                                      |
|  | |

|  | Afrikaanse wolf (Canis lupaster) |
|  |                                  |
|  | hond, wolf, coyote, rode wolf    |
|  |                                  |

|  | Ethiopische wolf                                                                                   |
|  | |
|  | \| \| Afrikaanse wolf (Canis lupaster) \| \| \| \| \| \| hond, wolf, coyote, rode wolf \| \| \| \| |
|  | |
|  | Afrikaanse wolf (Canis lupaster)                                                                   |
|  | |
|  | hond, wolf, coyote, rode wolf                                                                      |
|  | |

|  | Afrikaanse wolf (Canis lupaster) |
|  |                                  |
|  | hond, wolf, coyote, rode wolf    |
|  |                                  |

|  | gestreepte jakhals |
|  |                    |
|  | zadeljakhals       |
|  |                    |

|  | Ethiopische wolf                                                                                   |
|  | |
|  | \| \| Afrikaanse wolf (Canis lupaster) \| \| \| \| \| \| hond, wolf, coyote, rode wolf \| \| \| \| |
|  | |
|  | Afrikaanse wolf (Canis lupaster)                                                                   |
|  | |
|  | hond, wolf, coyote, rode wolf                                                                      |
|  | |

|  | Afrikaanse wolf (Canis lupaster) |
|  |                                  |
|  | hond, wolf, coyote, rode wolf    |
|  |                                  |

|  | Ethiopische wolf                                                                                   |
|  | |
|  | \| \| Afrikaanse wolf (Canis lupaster) \| \| \| \| \| \| hond, wolf, coyote, rode wolf \| \| \| \| |
|  | |
|  | Afrikaanse wolf (Canis lupaster)                                                                   |
|  | |
|  | hond, wolf, coyote, rode wolf                                                                      |
|  | |

|  | Afrikaanse wolf (Canis lupaster) |
|  |                                  |
|  | hond, wolf, coyote, rode wolf    |
|  |                                  |

|  | Ethiopische wolf                                                                                   |
|  | |
|  | \| \| Afrikaanse wolf (Canis lupaster) \| \| \| \| \| \| hond, wolf, coyote, rode wolf \| \| \| \| |
|  | |
|  | Afrikaanse wolf (Canis lupaster)                                                                   |
|  | |
|  | hond, wolf, coyote, rode wolf                                                                      |
|  | |

|  | Afrikaanse wolf (Canis lupaster) |
|  |                                  |
|  | hond, wolf, coyote, rode wolf    |
|  |                                  |

|  | Ethiopische wolf                                                                                   |
|  | |
|  | \| \| Afrikaanse wolf (Canis lupaster) \| \| \| \| \| \| hond, wolf, coyote, rode wolf \| \| \| \| |
|  | |
|  | Afrikaanse wolf (Canis lupaster)                                                                   |
|  | |
|  | hond, wolf, coyote, rode wolf                                                                      |
|  | |

|  | Afrikaanse wolf (Canis lupaster) |
|  |                                  |
|  | hond, wolf, coyote, rode wolf    |
|  |                                  |

|  | gestreepte jakhals |
|  |                    |
|  | zadeljakhals       |
|  |                    |

|  | Ethiopische wolf                                                                                   |
|  | |
|  | \| \| Afrikaanse wolf (Canis lupaster) \| \| \| \| \| \| hond, wolf, coyote, rode wolf \| \| \| \| |
|  | |
|  | Afrikaanse wolf (Canis lupaster)                                                                   |
|  | |
|  | hond, wolf, coyote, rode wolf                                                                      |
|  | |

|  | Afrikaanse wolf (Canis lupaster) |
|  |                                  |
|  | hond, wolf, coyote, rode wolf    |
|  |                                  |

|  | Ethiopische wolf                                                                                   |
|  | |
|  | \| \| Afrikaanse wolf (Canis lupaster) \| \| \| \| \| \| hond, wolf, coyote, rode wolf \| \| \| \| |
|  | |
|  | Afrikaanse wolf (Canis lupaster)                                                                   |
|  | |
|  | hond, wolf, coyote, rode wolf                                                                      |
|  | |

|  | Afrikaanse wolf (Canis lupaster) |
|  |                                  |
|  | hond, wolf, coyote, rode wolf    |
|  |                                  |

|  | Ethiopische wolf                                                                                   |
|  | |
|  | \| \| Afrikaanse wolf (Canis lupaster) \| \| \| \| \| \| hond, wolf, coyote, rode wolf \| \| \| \| |
|  | |
|  | Afrikaanse wolf (Canis lupaster)                                                                   |
|  | |
|  | hond, wolf, coyote, rode wolf                                                                      |
|  | |

|  | Afrikaanse wolf (Canis lupaster) |
|  |                                  |
|  | hond, wolf, coyote, rode wolf    |
|  |                                  |

|  | Ethiopische wolf                                                                                   |
|  | |
|  | \| \| Afrikaanse wolf (Canis lupaster) \| \| \| \| \| \| hond, wolf, coyote, rode wolf \| \| \| \| |
|  | |
|  | Afrikaanse wolf (Canis lupaster)                                                                   |
|  | |
|  | hond, wolf, coyote, rode wolf                                                                      |
|  | |

|  | Afrikaanse wolf (Canis lupaster) |
|  |                                  |
|  | hond, wolf, coyote, rode wolf    |
|  |                                  |

|  | gestreepte jakhals |
|  |                    |
|  | zadeljakhals       |
|  |                    |

|  | Ethiopische wolf                                                                                   |
|  | |
|  | \| \| Afrikaanse wolf (Canis lupaster) \| \| \| \| \| \| hond, wolf, coyote, rode wolf \| \| \| \| |
|  | |
|  | Afrikaanse wolf (Canis lupaster)                                                                   |
|  | |
|  | hond, wolf, coyote, rode wolf                                                                      |
|  | |

|  | Afrikaanse wolf (Canis lupaster) |
|  |                                  |
|  | hond, wolf, coyote, rode wolf    |
|  |                                  |

|  | Ethiopische wolf                                                                                   |
|  | |
|  | \| \| Afrikaanse wolf (Canis lupaster) \| \| \| \| \| \| hond, wolf, coyote, rode wolf \| \| \| \| |
|  | |
|  | Afrikaanse wolf (Canis lupaster)                                                                   |
|  | |
|  | hond, wolf, coyote, rode wolf                                                                      |
|  | |

|  | Afrikaanse wolf (Canis lupaster) |
|  |                                  |
|  | hond, wolf, coyote, rode wolf    |
|  |                                  |

|  | Ethiopische wolf                                                                                   |
|  | |
|  | \| \| Afrikaanse wolf (Canis lupaster) \| \| \| \| \| \| hond, wolf, coyote, rode wolf \| \| \| \| |
|  | |
|  | Afrikaanse wolf (Canis lupaster)                                                                   |
|  | |
|  | hond, wolf, coyote, rode wolf                                                                      |
|  | |

|  | Afrikaanse wolf (Canis lupaster) |
|  |                                  |
|  | hond, wolf, coyote, rode wolf    |
|  |                                  |

|  | Ethiopische wolf                                                                                   |
|  | |
|  | \| \| Afrikaanse wolf (Canis lupaster) \| \| \| \| \| \| hond, wolf, coyote, rode wolf \| \| \| \| |
|  | |
|  | Afrikaanse wolf (Canis lupaster)                                                                   |
|  | |
|  | hond, wolf, coyote, rode wolf                                                                      |
|  | |

|  | Afrikaanse wolf (Canis lupaster) |
|  |                                  |
|  | hond, wolf, coyote, rode wolf    |
|  |                                  |

|  | gestreepte jakhals |
|  |                    |
|  | zadeljakhals       |
|  |                    |

|  | Ethiopische wolf                                                                                   |
|  | |
|  | \| \| Afrikaanse wolf (Canis lupaster) \| \| \| \| \| \| hond, wolf, coyote, rode wolf \| \| \| \| |
|  | |
|  | Afrikaanse wolf (Canis lupaster)                                                                   |
|  | |
|  | hond, wolf, coyote, rode wolf                                                                      |
|  | |

|  | Afrikaanse wolf (Canis lupaster) |
|  |                                  |
|  | hond, wolf, coyote, rode wolf    |
|  |                                  |

|  | Ethiopische wolf                                                                                   |
|  | |
|  | \| \| Afrikaanse wolf (Canis lupaster) \| \| \| \| \| \| hond, wolf, coyote, rode wolf \| \| \| \| |
|  | |
|  | Afrikaanse wolf (Canis lupaster)                                                                   |
|  | |
|  | hond, wolf, coyote, rode wolf                                                                      |
|  | |

|  | Afrikaanse wolf (Canis lupaster) |
|  |                                  |
|  | hond, wolf, coyote, rode wolf    |
|  |                                  |

|  | Ethiopische wolf                                                                                   |
|  | |
|  | \| \| Afrikaanse wolf (Canis lupaster) \| \| \| \| \| \| hond, wolf, coyote, rode wolf \| \| \| \| |
|  | |
|  | Afrikaanse wolf (Canis lupaster)                                                                   |
|  | |
|  | hond, wolf, coyote, rode wolf                                                                      |
|  | |

|  | Afrikaanse wolf (Canis lupaster) |
|  |                                  |
|  | hond, wolf, coyote, rode wolf    |
|  |                                  |

|  | Ethiopische wolf                                                                                   |
|  | |
|  | \| \| Afrikaanse wolf (Canis lupaster) \| \| \| \| \| \| hond, wolf, coyote, rode wolf \| \| \| \| |
|  | |
|  | Afrikaanse wolf (Canis lupaster)                                                                   |
|  | |
|  | hond, wolf, coyote, rode wolf                                                                      |
|  | |

|  | Afrikaanse wolf (Canis lupaster) |
|  |                                  |
|  | hond, wolf, coyote, rode wolf    |
|  |                                  |

|  | gestreepte jakhals |
|  |                    |
|  | zadeljakhals       |
|  |                    |

|  | Ethiopische wolf                                                                                   |
|  | |
|  | \| \| Afrikaanse wolf (Canis lupaster) \| \| \| \| \| \| hond, wolf, coyote, rode wolf \| \| \| \| |
|  | |
|  | Afrikaanse wolf (Canis lupaster)                                                                   |
|  | |
|  | hond, wolf, coyote, rode wolf                                                                      |
|  | |

|  | Afrikaanse wolf (Canis lupaster) |
|  |                                  |
|  | hond, wolf, coyote, rode wolf    |
|  |                                  |

|  | Ethiopische wolf                                                                                   |
|  | |
|  | \| \| Afrikaanse wolf (Canis lupaster) \| \| \| \| \| \| hond, wolf, coyote, rode wolf \| \| \| \| |
|  | |
|  | Afrikaanse wolf (Canis lupaster)                                                                   |
|  | |
|  | hond, wolf, coyote, rode wolf                                                                      |
|  | |

|  | Afrikaanse wolf (Canis lupaster) |
|  |                                  |
|  | hond, wolf, coyote, rode wolf    |
|  |                                  |

|  | Ethiopische wolf                                                                                   |
|  | |
|  | \| \| Afrikaanse wolf (Canis lupaster) \| \| \| \| \| \| hond, wolf, coyote, rode wolf \| \| \| \| |
|  | |
|  | Afrikaanse wolf (Canis lupaster)                                                                   |
|  | |
|  | hond, wolf, coyote, rode wolf                                                                      |
|  | |

|  | Afrikaanse wolf (Canis lupaster) |
|  |                                  |
|  | hond, wolf, coyote, rode wolf    |
|  |                                  |

|  | Ethiopische wolf                                                                                   |
|  | |
|  | \| \| Afrikaanse wolf (Canis lupaster) \| \| \| \| \| \| hond, wolf, coyote, rode wolf \| \| \| \| |
|  | |
|  | Afrikaanse wolf (Canis lupaster)                                                                   |
|  | |
|  | hond, wolf, coyote, rode wolf                                                                      |
|  | |

|  | Afrikaanse wolf (Canis lupaster) |
|  |                                  |
|  | hond, wolf, coyote, rode wolf    |
|  |                                  |

|  | gestreepte jakhals |
|  |                    |
|  | zadeljakhals       |
|  |                    |

|  | Ethiopische wolf                                                                                   |
|  | |
|  | \| \| Afrikaanse wolf (Canis lupaster) \| \| \| \| \| \| hond, wolf, coyote, rode wolf \| \| \| \| |
|  | |
|  | Afrikaanse wolf (Canis lupaster)                                                                   |
|  | |
|  | hond, wolf, coyote, rode wolf                                                                      |
|  | |

|  | Afrikaanse wolf (Canis lupaster) |
|  |                                  |
|  | hond, wolf, coyote, rode wolf    |
|  |                                  |

|  | Ethiopische wolf                                                                                   |
|  | |
|  | \| \| Afrikaanse wolf (Canis lupaster) \| \| \| \| \| \| hond, wolf, coyote, rode wolf \| \| \| \| |
|  | |
|  | Afrikaanse wolf (Canis lupaster)                                                                   |
|  | |
|  | hond, wolf, coyote, rode wolf                                                                      |
|  | |

|  | Afrikaanse wolf (Canis lupaster) |
|  |                                  |
|  | hond, wolf, coyote, rode wolf    |
|  |                                  |

|  | Ethiopische wolf                                                                                   |
|  | |
|  | \| \| Afrikaanse wolf (Canis lupaster) \| \| \| \| \| \| hond, wolf, coyote, rode wolf \| \| \| \| |
|  | |
|  | Afrikaanse wolf (Canis lupaster)                                                                   |
|  | |
|  | hond, wolf, coyote, rode wolf                                                                      |
|  | |

|  | Afrikaanse wolf (Canis lupaster) |
|  |                                  |
|  | hond, wolf, coyote, rode wolf    |
|  |                                  |

|  | Ethiopische wolf                                                                                   |
|  | |
|  | \| \| Afrikaanse wolf (Canis lupaster) \| \| \| \| \| \| hond, wolf, coyote, rode wolf \| \| \| \| |
|  | |
|  | Afrikaanse wolf (Canis lupaster)                                                                   |
|  | |
|  | hond, wolf, coyote, rode wolf                                                                      |
|  | |

|  | Afrikaanse wolf (Canis lupaster) |
|  |                                  |
|  | hond, wolf, coyote, rode wolf    |
|  |                                  |

|  | gestreepte jakhals |
|  |                    |
|  | zadeljakhals       |
|  |                    |

|  | Ethiopische wolf                                                                                   |
|  | |
|  | \| \| Afrikaanse wolf (Canis lupaster) \| \| \| \| \| \| hond, wolf, coyote, rode wolf \| \| \| \| |
|  | |
|  | Afrikaanse wolf (Canis lupaster)                                                                   |
|  | |
|  | hond, wolf, coyote, rode wolf                                                                      |
|  | |

|  | Afrikaanse wolf (Canis lupaster) |
|  |                                  |
|  | hond, wolf, coyote, rode wolf    |
|  |                                  |

|  | Ethiopische wolf                                                                                   |
|  | |
|  | \| \| Afrikaanse wolf (Canis lupaster) \| \| \| \| \| \| hond, wolf, coyote, rode wolf \| \| \| \| |
|  | |
|  | Afrikaanse wolf (Canis lupaster)                                                                   |
|  | |
|  | hond, wolf, coyote, rode wolf                                                                      |
|  | |

|  | Afrikaanse wolf (Canis lupaster) |
|  |                                  |
|  | hond, wolf, coyote, rode wolf    |
|  |                                  |

|  | Ethiopische wolf                                                                                   |
|  | |
|  | \| \| Afrikaanse wolf (Canis lupaster) \| \| \| \| \| \| hond, wolf, coyote, rode wolf \| \| \| \| |
|  | |
|  | Afrikaanse wolf (Canis lupaster)                                                                   |
|  | |
|  | hond, wolf, coyote, rode wolf                                                                      |
|  | |

|  | Afrikaanse wolf (Canis lupaster) |
|  |                                  |
|  | hond, wolf, coyote, rode wolf    |
|  |                                  |

|  | Ethiopische wolf                                                                                   |
|  | |
|  | \| \| Afrikaanse wolf (Canis lupaster) \| \| \| \| \| \| hond, wolf, coyote, rode wolf \| \| \| \| |
|  | |
|  | Afrikaanse wolf (Canis lupaster)                                                                   |
|  | |
|  | hond, wolf, coyote, rode wolf                                                                      |
|  | |

|  | Afrikaanse wolf (Canis lupaster) |
|  |                                  |
|  | hond, wolf, coyote, rode wolf    |
|  |                                  |

|  | gestreepte jakhals |
|  |                    |
|  | zadeljakhals       |
|  |                    |

|  | Ethiopische wolf                                                                                   |
|  | |
|  | \| \| Afrikaanse wolf (Canis lupaster) \| \| \| \| \| \| hond, wolf, coyote, rode wolf \| \| \| \| |
|  | |
|  | Afrikaanse wolf (Canis lupaster)                                                                   |
|  | |
|  | hond, wolf, coyote, rode wolf                                                                      |
|  | |

|  | Afrikaanse wolf (Canis lupaster) |
|  |                                  |
|  | hond, wolf, coyote, rode wolf    |
|  |                                  |

|  | Ethiopische wolf                                                                                   |
|  | |
|  | \| \| Afrikaanse wolf (Canis lupaster) \| \| \| \| \| \| hond, wolf, coyote, rode wolf \| \| \| \| |
|  | |
|  | Afrikaanse wolf (Canis lupaster)                                                                   |
|  | |
|  | hond, wolf, coyote, rode wolf                                                                      |
|  | |

|  | Afrikaanse wolf (Canis lupaster) |
|  |                                  |
|  | hond, wolf, coyote, rode wolf    |
|  |                                  |

|  | Ethiopische wolf                                                                                   |
|  | |
|  | \| \| Afrikaanse wolf (Canis lupaster) \| \| \| \| \| \| hond, wolf, coyote, rode wolf \| \| \| \| |
|  | |
|  | Afrikaanse wolf (Canis lupaster)                                                                   |
|  | |
|  | hond, wolf, coyote, rode wolf                                                                      |
|  | |

|  | Afrikaanse wolf (Canis lupaster) |
|  |                                  |
|  | hond, wolf, coyote, rode wolf    |
|  |                                  |

|  | Ethiopische wolf                                                                                   |
|  | |
|  | \| \| Afrikaanse wolf (Canis lupaster) \| \| \| \| \| \| hond, wolf, coyote, rode wolf \| \| \| \| |
|  | |
|  | Afrikaanse wolf (Canis lupaster)                                                                   |
|  | |
|  | hond, wolf, coyote, rode wolf                                                                      |
|  | |

|  | Afrikaanse wolf (Canis lupaster) |
|  |                                  |
|  | hond, wolf, coyote, rode wolf    |
|  |                                  |

|  | gestreepte jakhals |
|  |                    |
|  | zadeljakhals       |
|  |                    |

|  | Ethiopische wolf                                                                                   |
|  | |
|  | \| \| Afrikaanse wolf (Canis lupaster) \| \| \| \| \| \| hond, wolf, coyote, rode wolf \| \| \| \| |
|  | |
|  | Afrikaanse wolf (Canis lupaster)                                                                   |
|  | |
|  | hond, wolf, coyote, rode wolf                                                                      |
|  | |

|  | Afrikaanse wolf (Canis lupaster) |
|  |                                  |
|  | hond, wolf, coyote, rode wolf    |
|  |                                  |

|  | Ethiopische wolf                                                                                   |
|  | |
|  | \| \| Afrikaanse wolf (Canis lupaster) \| \| \| \| \| \| hond, wolf, coyote, rode wolf \| \| \| \| |
|  | |
|  | Afrikaanse wolf (Canis lupaster)                                                                   |
|  | |
|  | hond, wolf, coyote, rode wolf                                                                      |
|  | |

|  | Afrikaanse wolf (Canis lupaster) |
|  |                                  |
|  | hond, wolf, coyote, rode wolf    |
|  |                                  |

|  | Ethiopische wolf                                                                                   |
|  | |
|  | \| \| Afrikaanse wolf (Canis lupaster) \| \| \| \| \| \| hond, wolf, coyote, rode wolf \| \| \| \| |
|  | |
|  | Afrikaanse wolf (Canis lupaster)                                                                   |
|  | |
|  | hond, wolf, coyote, rode wolf                                                                      |
|  | |

|  | Afrikaanse wolf (Canis lupaster) |
|  |                                  |
|  | hond, wolf, coyote, rode wolf    |
|  |                                  |

|  | Ethiopische wolf                                                                                   |
|  | |
|  | \| \| Afrikaanse wolf (Canis lupaster) \| \| \| \| \| \| hond, wolf, coyote, rode wolf \| \| \| \| |
|  | |
|  | Afrikaanse wolf (Canis lupaster)                                                                   |
|  | |
|  | hond, wolf, coyote, rode wolf                                                                      |
|  | |

|  | Afrikaanse wolf (Canis lupaster) |
|  |                                  |
|  | hond, wolf, coyote, rode wolf    |
|  |                                  |

|  | gestreepte jakhals |
|  |                    |
|  | zadeljakhals       |
|  |                    |

|  | Ethiopische wolf                                                                                   |
|  | |
|  | \| \| Afrikaanse wolf (Canis lupaster) \| \| \| \| \| \| hond, wolf, coyote, rode wolf \| \| \| \| |
|  | |
|  | Afrikaanse wolf (Canis lupaster)                                                                   |
|  | |
|  | hond, wolf, coyote, rode wolf                                                                      |
|  | |

|  | Afrikaanse wolf (Canis lupaster) |
|  |                                  |
|  | hond, wolf, coyote, rode wolf    |
|  |                                  |

|  | Ethiopische wolf                                                                                   |
|  | |
|  | \| \| Afrikaanse wolf (Canis lupaster) \| \| \| \| \| \| hond, wolf, coyote, rode wolf \| \| \| \| |
|  | |
|  | Afrikaanse wolf (Canis lupaster)                                                                   |
|  | |
|  | hond, wolf, coyote, rode wolf                                                                      |
|  | |

|  | Afrikaanse wolf (Canis lupaster) |
|  |                                  |
|  | hond, wolf, coyote, rode wolf    |
|  |                                  |

|  | Ethiopische wolf                                                                                   |
|  | |
|  | \| \| Afrikaanse wolf (Canis lupaster) \| \| \| \| \| \| hond, wolf, coyote, rode wolf \| \| \| \| |
|  | |
|  | Afrikaanse wolf (Canis lupaster)                                                                   |
|  | |
|  | hond, wolf, coyote, rode wolf                                                                      |
|  | |

|  | Afrikaanse wolf (Canis lupaster) |
|  |                                  |
|  | hond, wolf, coyote, rode wolf    |
|  |                                  |

|  | Ethiopische wolf                                                                                   |
|  | |
|  | \| \| Afrikaanse wolf (Canis lupaster) \| \| \| \| \| \| hond, wolf, coyote, rode wolf \| \| \| \| |
|  | |
|  | Afrikaanse wolf (Canis lupaster)                                                                   |
|  | |
|  | hond, wolf, coyote, rode wolf                                                                      |
|  | |

|  | Afrikaanse wolf (Canis lupaster) |
|  |                                  |
|  | hond, wolf, coyote, rode wolf    |
|  |                                  |

|  | gestreepte jakhals |
|  |                    |
|  | zadeljakhals       |
|  |                    |

|  | Ethiopische wolf                                                                                   |
|  | |
|  | \| \| Afrikaanse wolf (Canis lupaster) \| \| \| \| \| \| hond, wolf, coyote, rode wolf \| \| \| \| |
|  | |
|  | Afrikaanse wolf (Canis lupaster)                                                                   |
|  | |
|  | hond, wolf, coyote, rode wolf                                                                      |
|  | |

|  | Afrikaanse wolf (Canis lupaster) |
|  |                                  |
|  | hond, wolf, coyote, rode wolf    |
|  |                                  |

|  | Ethiopische wolf                                                                                   |
|  | |
|  | \| \| Afrikaanse wolf (Canis lupaster) \| \| \| \| \| \| hond, wolf, coyote, rode wolf \| \| \| \| |
|  | |
|  | Afrikaanse wolf (Canis lupaster)                                                                   |
|  | |
|  | hond, wolf, coyote, rode wolf                                                                      |
|  | |

|  | Afrikaanse wolf (Canis lupaster) |
|  |                                  |
|  | hond, wolf, coyote, rode wolf    |
|  |                                  |

|  | Ethiopische wolf                                                                                   |
|  | |
|  | \| \| Afrikaanse wolf (Canis lupaster) \| \| \| \| \| \| hond, wolf, coyote, rode wolf \| \| \| \| |
|  | |
|  | Afrikaanse wolf (Canis lupaster)                                                                   |
|  | |
|  | hond, wolf, coyote, rode wolf                                                                      |
|  | |

|  | Afrikaanse wolf (Canis lupaster) |
|  |                                  |
|  | hond, wolf, coyote, rode wolf    |
|  |                                  |

|  | Ethiopische wolf                                                                                   |
|  | |
|  | \| \| Afrikaanse wolf (Canis lupaster) \| \| \| \| \| \| hond, wolf, coyote, rode wolf \| \| \| \| |
|  | |
|  | Afrikaanse wolf (Canis lupaster)                                                                   |
|  | |
|  | hond, wolf, coyote, rode wolf                                                                      |
|  | |

|  | Afrikaanse wolf (Canis lupaster) |
|  |                                  |
|  | hond, wolf, coyote, rode wolf    |
|  |                                  |

|  | gestreepte jakhals |
|  |                    |
|  | zadeljakhals       |
|  |                    |

|  | Ethiopische wolf                                                                                   |
|  | |
|  | \| \| Afrikaanse wolf (Canis lupaster) \| \| \| \| \| \| hond, wolf, coyote, rode wolf \| \| \| \| |
|  | |
|  | Afrikaanse wolf (Canis lupaster)                                                                   |
|  | |
|  | hond, wolf, coyote, rode wolf                                                                      |
|  | |

|  | Afrikaanse wolf (Canis lupaster) |
|  |                                  |
|  | hond, wolf, coyote, rode wolf    |
|  |                                  |

|  | Ethiopische wolf                                                                                   |
|  | |
|  | \| \| Afrikaanse wolf (Canis lupaster) \| \| \| \| \| \| hond, wolf, coyote, rode wolf \| \| \| \| |
|  | |
|  | Afrikaanse wolf (Canis lupaster)                                                                   |
|  | |
|  | hond, wolf, coyote, rode wolf                                                                      |
|  | |

|  | Afrikaanse wolf (Canis lupaster) |
|  |                                  |
|  | hond, wolf, coyote, rode wolf    |
|  |                                  |

|  | Ethiopische wolf                                                                                   |
|  | |
|  | \| \| Afrikaanse wolf (Canis lupaster) \| \| \| \| \| \| hond, wolf, coyote, rode wolf \| \| \| \| |
|  | |
|  | Afrikaanse wolf (Canis lupaster)                                                                   |
|  | |
|  | hond, wolf, coyote, rode wolf                                                                      |
|  | |

|  | Afrikaanse wolf (Canis lupaster) |
|  |                                  |
|  | hond, wolf, coyote, rode wolf    |
|  |                                  |

|  | Ethiopische wolf                                                                                   |
|  | |
|  | \| \| Afrikaanse wolf (Canis lupaster) \| \| \| \| \| \| hond, wolf, coyote, rode wolf \| \| \| \| |
|  | |
|  | Afrikaanse wolf (Canis lupaster)                                                                   |
|  | |
|  | hond, wolf, coyote, rode wolf                                                                      |
|  | |

|  | Afrikaanse wolf (Canis lupaster) |
|  |                                  |
|  | hond, wolf, coyote, rode wolf    |
|  |                                  |

|  | gestreepte jakhals |
|  |                    |
|  | zadeljakhals       |
|  |                    |

|  | Ethiopische wolf                                                                                   |
|  | |
|  | \| \| Afrikaanse wolf (Canis lupaster) \| \| \| \| \| \| hond, wolf, coyote, rode wolf \| \| \| \| |
|  | |
|  | Afrikaanse wolf (Canis lupaster)                                                                   |
|  | |
|  | hond, wolf, coyote, rode wolf                                                                      |
|  | |

|  | Afrikaanse wolf (Canis lupaster) |
|  |                                  |
|  | hond, wolf, coyote, rode wolf    |
|  |                                  |

|  | Ethiopische wolf                                                                                   |
|  | |
|  | \| \| Afrikaanse wolf (Canis lupaster) \| \| \| \| \| \| hond, wolf, coyote, rode wolf \| \| \| \| |
|  | |
|  | Afrikaanse wolf (Canis lupaster)                                                                   |
|  | |
|  | hond, wolf, coyote, rode wolf                                                                      |
|  | |

|  | Afrikaanse wolf (Canis lupaster) |
|  |                                  |
|  | hond, wolf, coyote, rode wolf    |
|  |                                  |

|  | Ethiopische wolf                                                                                   |
|  | |
|  | \| \| Afrikaanse wolf (Canis lupaster) \| \| \| \| \| \| hond, wolf, coyote, rode wolf \| \| \| \| |
|  | |
|  | Afrikaanse wolf (Canis lupaster)                                                                   |
|  | |
|  | hond, wolf, coyote, rode wolf                                                                      |
|  | |

|  | Afrikaanse wolf (Canis lupaster) |
|  |                                  |
|  | hond, wolf, coyote, rode wolf    |
|  |                                  |

|  | Ethiopische wolf                                                                                   |
|  | |
|  | \| \| Afrikaanse wolf (Canis lupaster) \| \| \| \| \| \| hond, wolf, coyote, rode wolf \| \| \| \| |
|  | |
|  | Afrikaanse wolf (Canis lupaster)                                                                   |
|  | |
|  | hond, wolf, coyote, rode wolf                                                                      |
|  | |

|  | Afrikaanse wolf (Canis lupaster) |
|  |                                  |
|  | hond, wolf, coyote, rode wolf    |
|  |                                  |

|  | gestreepte jakhals |
|  |                    |
|  | zadeljakhals       |
|  |                    |

|  | Ethiopische wolf                                                                                   |
|  | |
|  | \| \| Afrikaanse wolf (Canis lupaster) \| \| \| \| \| \| hond, wolf, coyote, rode wolf \| \| \| \| |
|  | |
|  | Afrikaanse wolf (Canis lupaster)                                                                   |
|  | |
|  | hond, wolf, coyote, rode wolf                                                                      |
|  | |

|  | Afrikaanse wolf (Canis lupaster) |
|  |                                  |
|  | hond, wolf, coyote, rode wolf    |
|  |                                  |

|  | Ethiopische wolf                                                                                   |
|  | |
|  | \| \| Afrikaanse wolf (Canis lupaster) \| \| \| \| \| \| hond, wolf, coyote, rode wolf \| \| \| \| |
|  | |
|  | Afrikaanse wolf (Canis lupaster)                                                                   |
|  | |
|  | hond, wolf, coyote, rode wolf                                                                      |
|  | |

|  | Afrikaanse wolf (Canis lupaster) |
|  |                                  |
|  | hond, wolf, coyote, rode wolf    |
|  |                                  |

|  | Ethiopische wolf                                                                                   |
|  | |
|  | \| \| Afrikaanse wolf (Canis lupaster) \| \| \| \| \| \| hond, wolf, coyote, rode wolf \| \| \| \| |
|  | |
|  | Afrikaanse wolf (Canis lupaster)                                                                   |
|  | |
|  | hond, wolf, coyote, rode wolf                                                                      |
|  | |

|  | Afrikaanse wolf (Canis lupaster) |
|  |                                  |
|  | hond, wolf, coyote, rode wolf    |
|  |                                  |

|  | Ethiopische wolf                                                                                   |
|  | |
|  | \| \| Afrikaanse wolf (Canis lupaster) \| \| \| \| \| \| hond, wolf, coyote, rode wolf \| \| \| \| |
|  | |
|  | Afrikaanse wolf (Canis lupaster)                                                                   |
|  | |
|  | hond, wolf, coyote, rode wolf                                                                      |
|  | |

|  | Afrikaanse wolf (Canis lupaster) |
|  |                                  |
|  | hond, wolf, coyote, rode wolf    |
|  |                                  |

|  | gestreepte jakhals |
|  |                    |
|  | zadeljakhals       |
|  |                    |

|  | Ethiopische wolf                                                                                   |
|  | |
|  | \| \| Afrikaanse wolf (Canis lupaster) \| \| \| \| \| \| hond, wolf, coyote, rode wolf \| \| \| \| |
|  | |
|  | Afrikaanse wolf (Canis lupaster)                                                                   |
|  | |
|  | hond, wolf, coyote, rode wolf                                                                      |
|  | |

|  | Afrikaanse wolf (Canis lupaster) |
|  |                                  |
|  | hond, wolf, coyote, rode wolf    |
|  |                                  |

|  | Ethiopische wolf                                                                                   |
|  | |
|  | \| \| Afrikaanse wolf (Canis lupaster) \| \| \| \| \| \| hond, wolf, coyote, rode wolf \| \| \| \| |
|  | |
|  | Afrikaanse wolf (Canis lupaster)                                                                   |
|  | |
|  | hond, wolf, coyote, rode wolf                                                                      |
|  | |

|  | Afrikaanse wolf (Canis lupaster) |
|  |                                  |
|  | hond, wolf, coyote, rode wolf    |
|  |                                  |

|  | Ethiopische wolf                                                                                   |
|  | |
|  | \| \| Afrikaanse wolf (Canis lupaster) \| \| \| \| \| \| hond, wolf, coyote, rode wolf \| \| \| \| |
|  | |
|  | Afrikaanse wolf (Canis lupaster)                                                                   |
|  | |
|  | hond, wolf, coyote, rode wolf                                                                      |
|  | |

|  | Afrikaanse wolf (Canis lupaster) |
|  |                                  |
|  | hond, wolf, coyote, rode wolf    |
|  |                                  |

|  | Ethiopische wolf                                                                                   |
|  | |
|  | \| \| Afrikaanse wolf (Canis lupaster) \| \| \| \| \| \| hond, wolf, coyote, rode wolf \| \| \| \| |
|  | |
|  | Afrikaanse wolf (Canis lupaster)                                                                   |
|  | |
|  | hond, wolf, coyote, rode wolf                                                                      |
|  | |

|  | Afrikaanse wolf (Canis lupaster) |
|  |                                  |
|  | hond, wolf, coyote, rode wolf    |
|  |                                  |

|  | gestreepte jakhals |
|  |                    |
|  | zadeljakhals       |
|  |                    |

|  | Ethiopische wolf                                                                                   |
|  | |
|  | \| \| Afrikaanse wolf (Canis lupaster) \| \| \| \| \| \| hond, wolf, coyote, rode wolf \| \| \| \| |
|  | |
|  | Afrikaanse wolf (Canis lupaster)                                                                   |
|  | |
|  | hond, wolf, coyote, rode wolf                                                                      |
|  | |

|  | Afrikaanse wolf (Canis lupaster) |
|  |                                  |
|  | hond, wolf, coyote, rode wolf    |
|  |                                  |

|  | Ethiopische wolf                                                                                   |
|  | |
|  | \| \| Afrikaanse wolf (Canis lupaster) \| \| \| \| \| \| hond, wolf, coyote, rode wolf \| \| \| \| |
|  | |
|  | Afrikaanse wolf (Canis lupaster)                                                                   |
|  | |
|  | hond, wolf, coyote, rode wolf                                                                      |
|  | |

|  | Afrikaanse wolf (Canis lupaster) |
|  |                                  |
|  | hond, wolf, coyote, rode wolf    |
|  |                                  |

|  | Ethiopische wolf                                                                                   |
|  | |
|  | \| \| Afrikaanse wolf (Canis lupaster) \| \| \| \| \| \| hond, wolf, coyote, rode wolf \| \| \| \| |
|  | |
|  | Afrikaanse wolf (Canis lupaster)                                                                   |
|  | |
|  | hond, wolf, coyote, rode wolf                                                                      |
|  | |

|  | Afrikaanse wolf (Canis lupaster) |
|  |                                  |
|  | hond, wolf, coyote, rode wolf    |
|  |                                  |

|  | Ethiopische wolf                                                                                   |
|  | |
|  | \| \| Afrikaanse wolf (Canis lupaster) \| \| \| \| \| \| hond, wolf, coyote, rode wolf \| \| \| \| |
|  | |
|  | Afrikaanse wolf (Canis lupaster)                                                                   |
|  | |
|  | hond, wolf, coyote, rode wolf                                                                      |
|  | |

|  | Afrikaanse wolf (Canis lupaster) |
|  |                                  |
|  | hond, wolf, coyote, rode wolf    |
|  |                                  |

|  | gestreepte jakhals |
|  |                    |
|  | zadeljakhals       |
|  |                    |

|  | Ethiopische wolf                                                                                   |
|  | |
|  | \| \| Afrikaanse wolf (Canis lupaster) \| \| \| \| \| \| hond, wolf, coyote, rode wolf \| \| \| \| |
|  | |
|  | Afrikaanse wolf (Canis lupaster)                                                                   |
|  | |
|  | hond, wolf, coyote, rode wolf                                                                      |
|  | |

|  | Afrikaanse wolf (Canis lupaster) |
|  |                                  |
|  | hond, wolf, coyote, rode wolf    |
|  |                                  |

|  | Ethiopische wolf                                                                                   |
|  | |
|  | \| \| Afrikaanse wolf (Canis lupaster) \| \| \| \| \| \| hond, wolf, coyote, rode wolf \| \| \| \| |
|  | |
|  | Afrikaanse wolf (Canis lupaster)                                                                   |
|  | |
|  | hond, wolf, coyote, rode wolf                                                                      |
|  | |

|  | Afrikaanse wolf (Canis lupaster) |
|  |                                  |
|  | hond, wolf, coyote, rode wolf    |
|  |                                  |

|  | Ethiopische wolf                                                                                   |
|  | |
|  | \| \| Afrikaanse wolf (Canis lupaster) \| \| \| \| \| \| hond, wolf, coyote, rode wolf \| \| \| \| |
|  | |
|  | Afrikaanse wolf (Canis lupaster)                                                                   |
|  | |
|  | hond, wolf, coyote, rode wolf                                                                      |
|  | |

|  | Afrikaanse wolf (Canis lupaster) |
|  |                                  |
|  | hond, wolf, coyote, rode wolf    |
|  |                                  |

|  | Ethiopische wolf                                                                                   |
|  | |
|  | \| \| Afrikaanse wolf (Canis lupaster) \| \| \| \| \| \| hond, wolf, coyote, rode wolf \| \| \| \| |
|  | |
|  | Afrikaanse wolf (Canis lupaster)                                                                   |
|  | |
|  | hond, wolf, coyote, rode wolf                                                                      |
|  | |

|  | Afrikaanse wolf (Canis lupaster) |
|  |                                  |
|  | hond, wolf, coyote, rode wolf    |
|  |                                  |

|  | gestreepte jakhals |
|  |                    |
|  | zadeljakhals       |
|  |                    |

|  | Ethiopische wolf                                                                                   |
|  | |
|  | \| \| Afrikaanse wolf (Canis lupaster) \| \| \| \| \| \| hond, wolf, coyote, rode wolf \| \| \| \| |
|  | |
|  | Afrikaanse wolf (Canis lupaster)                                                                   |
|  | |
|  | hond, wolf, coyote, rode wolf                                                                      |
|  | |

|  | Afrikaanse wolf (Canis lupaster) |
|  |                                  |
|  | hond, wolf, coyote, rode wolf    |
|  |                                  |

|  | Ethiopische wolf                                                                                   |
|  | |
|  | \| \| Afrikaanse wolf (Canis lupaster) \| \| \| \| \| \| hond, wolf, coyote, rode wolf \| \| \| \| |
|  | |
|  | Afrikaanse wolf (Canis lupaster)                                                                   |
|  | |
|  | hond, wolf, coyote, rode wolf                                                                      |
|  | |

|  | Afrikaanse wolf (Canis lupaster) |
|  |                                  |
|  | hond, wolf, coyote, rode wolf    |
|  |                                  |

|  | Ethiopische wolf                                                                                   |
|  | |
|  | \| \| Afrikaanse wolf (Canis lupaster) \| \| \| \| \| \| hond, wolf, coyote, rode wolf \| \| \| \| |
|  | |
|  | Afrikaanse wolf (Canis lupaster)                                                                   |
|  | |
|  | hond, wolf, coyote, rode wolf                                                                      |
|  | |

|  | Afrikaanse wolf (Canis lupaster) |
|  |                                  |
|  | hond, wolf, coyote, rode wolf    |
|  |                                  |

|  | Ethiopische wolf                                                                                   |
|  | |
|  | \| \| Afrikaanse wolf (Canis lupaster) \| \| \| \| \| \| hond, wolf, coyote, rode wolf \| \| \| \| |
|  | |
|  | Afrikaanse wolf (Canis lupaster)                                                                   |
|  | |
|  | hond, wolf, coyote, rode wolf                                                                      |
|  | |

|  | Afrikaanse wolf (Canis lupaster) |
|  |                                  |
|  | hond, wolf, coyote, rode wolf    |
|  |                                  |

|  | gestreepte jakhals |
|  |                    |
|  | zadeljakhals       |
|  |                    |

|  | Ethiopische wolf                                                                                   |
|  | |
|  | \| \| Afrikaanse wolf (Canis lupaster) \| \| \| \| \| \| hond, wolf, coyote, rode wolf \| \| \| \| |
|  | |
|  | Afrikaanse wolf (Canis lupaster)                                                                   |
|  | |
|  | hond, wolf, coyote, rode wolf                                                                      |
|  | |

|  | Afrikaanse wolf (Canis lupaster) |
|  |                                  |
|  | hond, wolf, coyote, rode wolf    |
|  |                                  |

|  | Ethiopische wolf                                                                                   |
|  | |
|  | \| \| Afrikaanse wolf (Canis lupaster) \| \| \| \| \| \| hond, wolf, coyote, rode wolf \| \| \| \| |
|  | |
|  | Afrikaanse wolf (Canis lupaster)                                                                   |
|  | |
|  | hond, wolf, coyote, rode wolf                                                                      |
|  | |

|  | Afrikaanse wolf (Canis lupaster) |
|  |                                  |
|  | hond, wolf, coyote, rode wolf    |
|  |                                  |

|  | Ethiopische wolf                                                                                   |
|  | |
|  | \| \| Afrikaanse wolf (Canis lupaster) \| \| \| \| \| \| hond, wolf, coyote, rode wolf \| \| \| \| |
|  | |
|  | Afrikaanse wolf (Canis lupaster)                                                                   |
|  | |
|  | hond, wolf, coyote, rode wolf                                                                      |
|  | |

|  | Afrikaanse wolf (Canis lupaster) |
|  |                                  |
|  | hond, wolf, coyote, rode wolf    |
|  |                                  |

|  | Ethiopische wolf                                                                                   |
|  | |
|  | \| \| Afrikaanse wolf (Canis lupaster) \| \| \| \| \| \| hond, wolf, coyote, rode wolf \| \| \| \| |
|  | |
|  | Afrikaanse wolf (Canis lupaster)                                                                   |
|  | |
|  | hond, wolf, coyote, rode wolf                                                                      |
|  | |

|  | Afrikaanse wolf (Canis lupaster) |
|  |                                  |
|  | hond, wolf, coyote, rode wolf    |
|  |                                  |

|  | gestreepte jakhals |
|  |                    |
|  | zadeljakhals       |
|  |                    |

|  | Ethiopische wolf                                                                                   |
|  | |
|  | \| \| Afrikaanse wolf (Canis lupaster) \| \| \| \| \| \| hond, wolf, coyote, rode wolf \| \| \| \| |
|  | |
|  | Afrikaanse wolf (Canis lupaster)                                                                   |
|  | |
|  | hond, wolf, coyote, rode wolf                                                                      |
|  | |

|  | Afrikaanse wolf (Canis lupaster) |
|  |                                  |
|  | hond, wolf, coyote, rode wolf    |
|  |                                  |

|  | Ethiopische wolf                                                                                   |
|  | |
|  | \| \| Afrikaanse wolf (Canis lupaster) \| \| \| \| \| \| hond, wolf, coyote, rode wolf \| \| \| \| |
|  | |
|  | Afrikaanse wolf (Canis lupaster)                                                                   |
|  | |
|  | hond, wolf, coyote, rode wolf                                                                      |
|  | |

|  | Afrikaanse wolf (Canis lupaster) |
|  |                                  |
|  | hond, wolf, coyote, rode wolf    |
|  |                                  |

|  | Ethiopische wolf                                                                                   |
|  | |
|  | \| \| Afrikaanse wolf (Canis lupaster) \| \| \| \| \| \| hond, wolf, coyote, rode wolf \| \| \| \| |
|  | |
|  | Afrikaanse wolf (Canis lupaster)                                                                   |
|  | |
|  | hond, wolf, coyote, rode wolf                                                                      |
|  | |

|  | Afrikaanse wolf (Canis lupaster) |
|  |                                  |
|  | hond, wolf, coyote, rode wolf    |
|  |                                  |

|  | Ethiopische wolf                                                                                   |
|  | |
|  | \| \| Afrikaanse wolf (Canis lupaster) \| \| \| \| \| \| hond, wolf, coyote, rode wolf \| \| \| \| |
|  | |
|  | Afrikaanse wolf (Canis lupaster)                                                                   |
|  | |
|  | hond, wolf, coyote, rode wolf                                                                      |
|  | |

|  | Afrikaanse wolf (Canis lupaster) |
|  |                                  |
|  | hond, wolf, coyote, rode wolf    |
|  |                                  |

|  | gestreepte jakhals |
|  |                    |
|  | zadeljakhals       |
|  |                    |

|  | Ethiopische wolf                                                                                   |
|  | |
|  | \| \| Afrikaanse wolf (Canis lupaster) \| \| \| \| \| \| hond, wolf, coyote, rode wolf \| \| \| \| |
|  | |
|  | Afrikaanse wolf (Canis lupaster)                                                                   |
|  | |
|  | hond, wolf, coyote, rode wolf                                                                      |
|  | |

|  | Afrikaanse wolf (Canis lupaster) |
|  |                                  |
|  | hond, wolf, coyote, rode wolf    |
|  |                                  |

|  | Ethiopische wolf                                                                                   |
|  | |
|  | \| \| Afrikaanse wolf (Canis lupaster) \| \| \| \| \| \| hond, wolf, coyote, rode wolf \| \| \| \| |
|  | |
|  | Afrikaanse wolf (Canis lupaster)                                                                   |
|  | |
|  | hond, wolf, coyote, rode wolf                                                                      |
|  | |

|  | Afrikaanse wolf (Canis lupaster) |
|  |                                  |
|  | hond, wolf, coyote, rode wolf    |
|  |                                  |

|  | Ethiopische wolf                                                                                   |
|  | |
|  | \| \| Afrikaanse wolf (Canis lupaster) \| \| \| \| \| \| hond, wolf, coyote, rode wolf \| \| \| \| |
|  | |
|  | Afrikaanse wolf (Canis lupaster)                                                                   |
|  | |
|  | hond, wolf, coyote, rode wolf                                                                      |
|  | |

|  | Afrikaanse wolf (Canis lupaster) |
|  |                                  |
|  | hond, wolf, coyote, rode wolf    |
|  |                                  |

|  | Ethiopische wolf                                                                                   |
|  | |
|  | \| \| Afrikaanse wolf (Canis lupaster) \| \| \| \| \| \| hond, wolf, coyote, rode wolf \| \| \| \| |
|  | |
|  | Afrikaanse wolf (Canis lupaster)                                                                   |
|  | |
|  | hond, wolf, coyote, rode wolf                                                                      |
|  | |

|  | Afrikaanse wolf (Canis lupaster) |
|  |                                  |
|  | hond, wolf, coyote, rode wolf    |
|  |                                  |

|  | gestreepte jakhals |
|  |                    |
|  | zadeljakhals       |
|  |                    |

|  | Ethiopische wolf                                                                                   |
|  | |
|  | \| \| Afrikaanse wolf (Canis lupaster) \| \| \| \| \| \| hond, wolf, coyote, rode wolf \| \| \| \| |
|  | |
|  | Afrikaanse wolf (Canis lupaster)                                                                   |
|  | |
|  | hond, wolf, coyote, rode wolf                                                                      |
|  | |

|  | Afrikaanse wolf (Canis lupaster) |
|  |                                  |
|  | hond, wolf, coyote, rode wolf    |
|  |                                  |

|  | Ethiopische wolf                                                                                   |
|  | |
|  | \| \| Afrikaanse wolf (Canis lupaster) \| \| \| \| \| \| hond, wolf, coyote, rode wolf \| \| \| \| |
|  | |
|  | Afrikaanse wolf (Canis lupaster)                                                                   |
|  | |
|  | hond, wolf, coyote, rode wolf                                                                      |
|  | |

|  | Afrikaanse wolf (Canis lupaster) |
|  |                                  |
|  | hond, wolf, coyote, rode wolf    |
|  |                                  |

|  | Ethiopische wolf                                                                                   |
|  | |
|  | \| \| Afrikaanse wolf (Canis lupaster) \| \| \| \| \| \| hond, wolf, coyote, rode wolf \| \| \| \| |
|  | |
|  | Afrikaanse wolf (Canis lupaster)                                                                   |
|  | |
|  | hond, wolf, coyote, rode wolf                                                                      |
|  | |

|  | Afrikaanse wolf (Canis lupaster) |
|  |                                  |
|  | hond, wolf, coyote, rode wolf    |
|  |                                  |

|  | Ethiopische wolf                                                                                   |
|  | |
|  | \| \| Afrikaanse wolf (Canis lupaster) \| \| \| \| \| \| hond, wolf, coyote, rode wolf \| \| \| \| |
|  | |
|  | Afrikaanse wolf (Canis lupaster)                                                                   |
|  | |
|  | hond, wolf, coyote, rode wolf                                                                      |
|  | |

|  | Afrikaanse wolf (Canis lupaster) |
|  |                                  |
|  | hond, wolf, coyote, rode wolf    |
|  |                                  |

|  | gestreepte jakhals |
|  |                    |
|  | zadeljakhals       |
|  |                    |

|  | Ethiopische wolf                                                                                   |
|  | |
|  | \| \| Afrikaanse wolf (Canis lupaster) \| \| \| \| \| \| hond, wolf, coyote, rode wolf \| \| \| \| |
|  | |
|  | Afrikaanse wolf (Canis lupaster)                                                                   |
|  | |
|  | hond, wolf, coyote, rode wolf                                                                      |
|  | |

|  | Afrikaanse wolf (Canis lupaster) |
|  |                                  |
|  | hond, wolf, coyote, rode wolf    |
|  |                                  |

|  | Ethiopische wolf                                                                                   |
|  | |
|  | \| \| Afrikaanse wolf (Canis lupaster) \| \| \| \| \| \| hond, wolf, coyote, rode wolf \| \| \| \| |
|  | |
|  | Afrikaanse wolf (Canis lupaster)                                                                   |
|  | |
|  | hond, wolf, coyote, rode wolf                                                                      |
|  | |

|  | Afrikaanse wolf (Canis lupaster) |
|  |                                  |
|  | hond, wolf, coyote, rode wolf    |
|  |                                  |

|  | Ethiopische wolf                                                                                   |
|  | |
|  | \| \| Afrikaanse wolf (Canis lupaster) \| \| \| \| \| \| hond, wolf, coyote, rode wolf \| \| \| \| |
|  | |
|  | Afrikaanse wolf (Canis lupaster)                                                                   |
|  | |
|  | hond, wolf, coyote, rode wolf                                                                      |
|  | |

|  | Afrikaanse wolf (Canis lupaster) |
|  |                                  |
|  | hond, wolf, coyote, rode wolf    |
|  |                                  |

|  | Ethiopische wolf                                                                                   |
|  | |
|  | \| \| Afrikaanse wolf (Canis lupaster) \| \| \| \| \| \| hond, wolf, coyote, rode wolf \| \| \| \| |
|  | |
|  | Afrikaanse wolf (Canis lupaster)                                                                   |
|  | |
|  | hond, wolf, coyote, rode wolf                                                                      |
|  | |

|  | Afrikaanse wolf (Canis lupaster) |
|  |                                  |
|  | hond, wolf, coyote, rode wolf    |
|  |                                  |

|  | gestreepte jakhals |
|  |                    |
|  | zadeljakhals       |
|  |                    |

|  | Ethiopische wolf                                                                                   |
|  | |
|  | \| \| Afrikaanse wolf (Canis lupaster) \| \| \| \| \| \| hond, wolf, coyote, rode wolf \| \| \| \| |
|  | |
|  | Afrikaanse wolf (Canis lupaster)                                                                   |
|  | |
|  | hond, wolf, coyote, rode wolf                                                                      |
|  | |

|  | Afrikaanse wolf (Canis lupaster) |
|  |                                  |
|  | hond, wolf, coyote, rode wolf    |
|  |                                  |

|  | Ethiopische wolf                                                                                   |
|  | |
|  | \| \| Afrikaanse wolf (Canis lupaster) \| \| \| \| \| \| hond, wolf, coyote, rode wolf \| \| \| \| |
|  | |
|  | Afrikaanse wolf (Canis lupaster)                                                                   |
|  | |
|  | hond, wolf, coyote, rode wolf                                                                      |
|  | |

|  | Afrikaanse wolf (Canis lupaster) |
|  |                                  |
|  | hond, wolf, coyote, rode wolf    |
|  |                                  |

|  | Ethiopische wolf                                                                                   |
|  | |
|  | \| \| Afrikaanse wolf (Canis lupaster) \| \| \| \| \| \| hond, wolf, coyote, rode wolf \| \| \| \| |
|  | |
|  | Afrikaanse wolf (Canis lupaster)                                                                   |
|  | |
|  | hond, wolf, coyote, rode wolf                                                                      |
|  | |

|  | Afrikaanse wolf (Canis lupaster) |
|  |                                  |
|  | hond, wolf, coyote, rode wolf    |
|  |                                  |

|  | Ethiopische wolf                                                                                   |
|  | |
|  | \| \| Afrikaanse wolf (Canis lupaster) \| \| \| \| \| \| hond, wolf, coyote, rode wolf \| \| \| \| |
|  | |
|  | Afrikaanse wolf (Canis lupaster)                                                                   |
|  | |
|  | hond, wolf, coyote, rode wolf                                                                      |
|  | |

|  | Afrikaanse wolf (Canis lupaster) |
|  |                                  |
|  | hond, wolf, coyote, rode wolf    |
|  |                                  |

|  | gestreepte jakhals |
|  |                    |
|  | zadeljakhals       |
|  |                    |

|  | Ethiopische wolf                                                                                   |
|  | |
|  | \| \| Afrikaanse wolf (Canis lupaster) \| \| \| \| \| \| hond, wolf, coyote, rode wolf \| \| \| \| |
|  | |
|  | Afrikaanse wolf (Canis lupaster)                                                                   |
|  | |
|  | hond, wolf, coyote, rode wolf                                                                      |
|  | |

|  | Afrikaanse wolf (Canis lupaster) |
|  |                                  |
|  | hond, wolf, coyote, rode wolf    |
|  |                                  |

|  | Ethiopische wolf                                                                                   |
|  | |
|  | \| \| Afrikaanse wolf (Canis lupaster) \| \| \| \| \| \| hond, wolf, coyote, rode wolf \| \| \| \| |
|  | |
|  | Afrikaanse wolf (Canis lupaster)                                                                   |
|  | |
|  | hond, wolf, coyote, rode wolf                                                                      |
|  | |

|  | Afrikaanse wolf (Canis lupaster) |
|  |                                  |
|  | hond, wolf, coyote, rode wolf    |
|  |                                  |

|  | Ethiopische wolf                                                                                   |
|  | |
|  | \| \| Afrikaanse wolf (Canis lupaster) \| \| \| \| \| \| hond, wolf, coyote, rode wolf \| \| \| \| |
|  | |
|  | Afrikaanse wolf (Canis lupaster)                                                                   |
|  | |
|  | hond, wolf, coyote, rode wolf                                                                      |
|  | |

|  | Afrikaanse wolf (Canis lupaster) |
|  |                                  |
|  | hond, wolf, coyote, rode wolf    |
|  |                                  |

|  | Ethiopische wolf                                                                                   |
|  | |
|  | \| \| Afrikaanse wolf (Canis lupaster) \| \| \| \| \| \| hond, wolf, coyote, rode wolf \| \| \| \| |
|  | |
|  | Afrikaanse wolf (Canis lupaster)                                                                   |
|  | |
|  | hond, wolf, coyote, rode wolf                                                                      |
|  | |

|  | Afrikaanse wolf (Canis lupaster) |
|  |                                  |
|  | hond, wolf, coyote, rode wolf    |
|  |                                  |

|  | gestreepte jakhals |
|  |                    |
|  | zadeljakhals       |
|  |                    |

|  | Ethiopische wolf                                                                                   |
|  | |
|  | \| \| Afrikaanse wolf (Canis lupaster) \| \| \| \| \| \| hond, wolf, coyote, rode wolf \| \| \| \| |
|  | |
|  | Afrikaanse wolf (Canis lupaster)                                                                   |
|  | |
|  | hond, wolf, coyote, rode wolf                                                                      |
|  | |

|  | Afrikaanse wolf (Canis lupaster) |
|  |                                  |
|  | hond, wolf, coyote, rode wolf    |
|  |                                  |

|  | Ethiopische wolf                                                                                   |
|  | |
|  | \| \| Afrikaanse wolf (Canis lupaster) \| \| \| \| \| \| hond, wolf, coyote, rode wolf \| \| \| \| |
|  | |
|  | Afrikaanse wolf (Canis lupaster)                                                                   |
|  | |
|  | hond, wolf, coyote, rode wolf                                                                      |
|  | |

|  | Afrikaanse wolf (Canis lupaster) |
|  |                                  |
|  | hond, wolf, coyote, rode wolf    |
|  |                                  |

|  | Ethiopische wolf                                                                                   |
|  | |
|  | \| \| Afrikaanse wolf (Canis lupaster) \| \| \| \| \| \| hond, wolf, coyote, rode wolf \| \| \| \| |
|  | |
|  | Afrikaanse wolf (Canis lupaster)                                                                   |
|  | |
|  | hond, wolf, coyote, rode wolf                                                                      |
|  | |

|  | Afrikaanse wolf (Canis lupaster) |
|  |                                  |
|  | hond, wolf, coyote, rode wolf    |
|  |                                  |

|  | Ethiopische wolf                                                                                   |
|  | |
|  | \| \| Afrikaanse wolf (Canis lupaster) \| \| \| \| \| \| hond, wolf, coyote, rode wolf \| \| \| \| |
|  | |
|  | Afrikaanse wolf (Canis lupaster)                                                                   |
|  | |
|  | hond, wolf, coyote, rode wolf                                                                      |
|  | |

|  | Afrikaanse wolf (Canis lupaster) |
|  |                                  |
|  | hond, wolf, coyote, rode wolf    |
|  |                                  |

|  | gestreepte jakhals |
|  |                    |
|  | zadeljakhals       |
|  |                    |

|  | Ethiopische wolf                                                                                   |
|  | |
|  | \| \| Afrikaanse wolf (Canis lupaster) \| \| \| \| \| \| hond, wolf, coyote, rode wolf \| \| \| \| |
|  | |
|  | Afrikaanse wolf (Canis lupaster)                                                                   |
|  | |
|  | hond, wolf, coyote, rode wolf                                                                      |
|  | |

|  | Afrikaanse wolf (Canis lupaster) |
|  |                                  |
|  | hond, wolf, coyote, rode wolf    |
|  |                                  |

|  | Ethiopische wolf                                                                                   |
|  | |
|  | \| \| Afrikaanse wolf (Canis lupaster) \| \| \| \| \| \| hond, wolf, coyote, rode wolf \| \| \| \| |
|  | |
|  | Afrikaanse wolf (Canis lupaster)                                                                   |
|  | |
|  | hond, wolf, coyote, rode wolf                                                                      |
|  | |

|  | Afrikaanse wolf (Canis lupaster) |
|  |                                  |
|  | hond, wolf, coyote, rode wolf    |
|  |                                  |

|  | Ethiopische wolf                                                                                   |
|  | |
|  | \| \| Afrikaanse wolf (Canis lupaster) \| \| \| \| \| \| hond, wolf, coyote, rode wolf \| \| \| \| |
|  | |
|  | Afrikaanse wolf (Canis lupaster)                                                                   |
|  | |
|  | hond, wolf, coyote, rode wolf                                                                      |
|  | |

|  | Afrikaanse wolf (Canis lupaster) |
|  |                                  |
|  | hond, wolf, coyote, rode wolf    |
|  |                                  |

|  | Ethiopische wolf                                                                                   |
|  | |
|  | \| \| Afrikaanse wolf (Canis lupaster) \| \| \| \| \| \| hond, wolf, coyote, rode wolf \| \| \| \| |
|  | |
|  | Afrikaanse wolf (Canis lupaster)                                                                   |
|  | |
|  | hond, wolf, coyote, rode wolf                                                                      |
|  | |

|  | Afrikaanse wolf (Canis lupaster) |
|  |                                  |
|  | hond, wolf, coyote, rode wolf    |
|  |                                  |

|  | gestreepte jakhals |
|  |                    |
|  | zadeljakhals       |
|  |                    |

|  | Ethiopische wolf                                                                                   |
|  | |
|  | \| \| Afrikaanse wolf (Canis lupaster) \| \| \| \| \| \| hond, wolf, coyote, rode wolf \| \| \| \| |
|  | |
|  | Afrikaanse wolf (Canis lupaster)                                                                   |
|  | |
|  | hond, wolf, coyote, rode wolf                                                                      |
|  | |

|  | Afrikaanse wolf (Canis lupaster) |
|  |                                  |
|  | hond, wolf, coyote, rode wolf    |
|  |                                  |

|  | Ethiopische wolf                                                                                   |
|  | |
|  | \| \| Afrikaanse wolf (Canis lupaster) \| \| \| \| \| \| hond, wolf, coyote, rode wolf \| \| \| \| |
|  | |
|  | Afrikaanse wolf (Canis lupaster)                                                                   |
|  | |
|  | hond, wolf, coyote, rode wolf                                                                      |
|  | |

|  | Afrikaanse wolf (Canis lupaster) |
|  |                                  |
|  | hond, wolf, coyote, rode wolf    |
|  |                                  |

|  | Ethiopische wolf                                                                                   |
|  | |
|  | \| \| Afrikaanse wolf (Canis lupaster) \| \| \| \| \| \| hond, wolf, coyote, rode wolf \| \| \| \| |
|  | |
|  | Afrikaanse wolf (Canis lupaster)                                                                   |
|  | |
|  | hond, wolf, coyote, rode wolf                                                                      |
|  | |

|  | Afrikaanse wolf (Canis lupaster) |
|  |                                  |
|  | hond, wolf, coyote, rode wolf    |
|  |                                  |

|  | Ethiopische wolf                                                                                   |
|  | |
|  | \| \| Afrikaanse wolf (Canis lupaster) \| \| \| \| \| \| hond, wolf, coyote, rode wolf \| \| \| \| |
|  | |
|  | Afrikaanse wolf (Canis lupaster)                                                                   |
|  | |
|  | hond, wolf, coyote, rode wolf                                                                      |
|  | |

|  | Afrikaanse wolf (Canis lupaster) |
|  |                                  |
|  | hond, wolf, coyote, rode wolf    |
|  |                                  |

|  | gestreepte jakhals |
|  |                    |
|  | zadeljakhals       |
|  |                    |

|  | Ethiopische wolf                                                                                   |
|  | |
|  | \| \| Afrikaanse wolf (Canis lupaster) \| \| \| \| \| \| hond, wolf, coyote, rode wolf \| \| \| \| |
|  | |
|  | Afrikaanse wolf (Canis lupaster)                                                                   |
|  | |
|  | hond, wolf, coyote, rode wolf                                                                      |
|  | |

|  | Afrikaanse wolf (Canis lupaster) |
|  |                                  |
|  | hond, wolf, coyote, rode wolf    |
|  |                                  |

|  | Ethiopische wolf                                                                                   |
|  | |
|  | \| \| Afrikaanse wolf (Canis lupaster) \| \| \| \| \| \| hond, wolf, coyote, rode wolf \| \| \| \| |
|  | |
|  | Afrikaanse wolf (Canis lupaster)                                                                   |
|  | |
|  | hond, wolf, coyote, rode wolf                                                                      |
|  | |

|  | Afrikaanse wolf (Canis lupaster) |
|  |                                  |
|  | hond, wolf, coyote, rode wolf    |
|  |                                  |

|  | Ethiopische wolf                                                                                   |
|  | |
|  | \| \| Afrikaanse wolf (Canis lupaster) \| \| \| \| \| \| hond, wolf, coyote, rode wolf \| \| \| \| |
|  | |
|  | Afrikaanse wolf (Canis lupaster)                                                                   |
|  | |
|  | hond, wolf, coyote, rode wolf                                                                      |
|  | |

|  | Afrikaanse wolf (Canis lupaster) |
|  |                                  |
|  | hond, wolf, coyote, rode wolf    |
|  |                                  |

|  | Ethiopische wolf                                                                                   |
|  | |
|  | \| \| Afrikaanse wolf (Canis lupaster) \| \| \| \| \| \| hond, wolf, coyote, rode wolf \| \| \| \| |
|  | |
|  | Afrikaanse wolf (Canis lupaster)                                                                   |
|  | |
|  | hond, wolf, coyote, rode wolf                                                                      |
|  | |

|  | Afrikaanse wolf (Canis lupaster) |
|  |                                  |
|  | hond, wolf, coyote, rode wolf    |
|  |                                  |

### Fossielen
Er zijn slechts weinig fossielen bekend van de Afrikaanse wilde hond en het vroegst bekende fossiel dat onbetwistbare aan de soort is toe te schrijven stamt uit het midden van het Pleistoceen in Afrika. Identificatie van vroege fossielen van L. pictus is moeilijk vanwege hun gelijkenis met de Vroeg Pleistocene wolf, Canis africanus. Die twijfel bestaat ook voor fossielen uit het late Pleistoceen en uit Europa. De Afrikaanse wilde hond verspreidde zich waarschijnlijk 2 à 3 miljoen jaar geleden in Afrika ten noorden en ten zuiden van de miombo-bosgordel.

## Gedrag

### Groepsrelaties

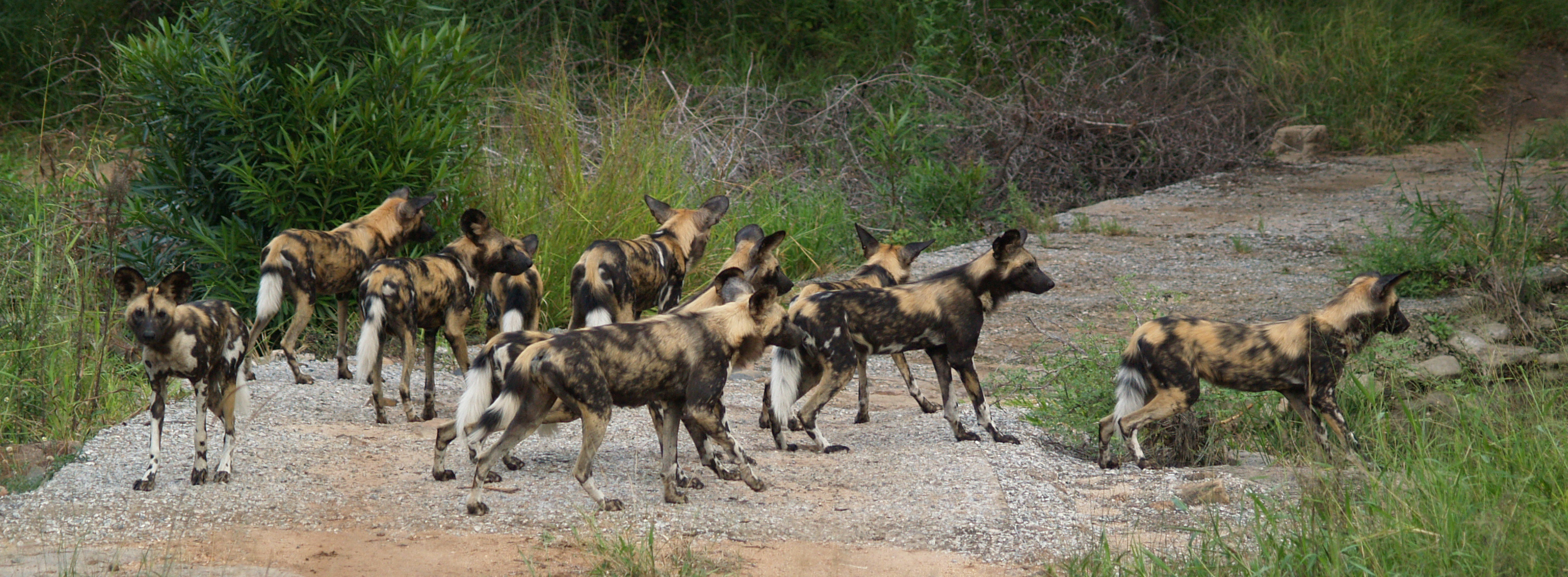
Roedel in het Kruger Nationaal Park

Afrikaanse wilde honden leven in roedels van gemiddeld elf individuen inclusief pups en jaarlingen (maximum grootte 26 dieren). Het gebruikelijke aantal volwassen dieren in een roedel, de jaarlingen niet meegerekend, is vier tot elf (gemiddeld zes). Er is een dominante reu en een dominante teef (het alfa-paar) die samen de ouders zijn van het grootste deel van de pups. Deze dieren zijn meestal geen directe verwanten van elkaar, maar de overige dieren in de roedel zijn vaak wel nauw verwant aan een van beide. Alfa-vrouwtjes behouden doorgaans hun status voor het leven, maar alfa-mannetjes worden vaak verdrongen. Mannetjes vervullen de alfa-positie tussen een en acht jaar lang. De hoge mate van verwantschap tussen roedelleden zorgt ervoor dat dieren die zich niet zelf voortplanten maar helpen bij het grootbrengen van pups daarmee toch het doorgeven van hun genen aan een volgende generatie bevorderen. Toch zijn helpers niet altijd familie van het alfa-paar. Hoe meer dieren meehelpen bij de verzorging van de jongen, hoe meer jongen er volwassen worden. Soms kunnen helpers zich toch voortplanten, hoewel deze individuen meer genen overdragen op de volgende generatie in de vorm van de pups van de verwante alfa-dieren.
Roedels bevatten over het algemeen een dominant paar (dat bijna alle voortplanting tot stand brengt), andere volwassenen die het alfavrouwtje ondersteunen bij het grootbrengen van haar jongen, en jaarlingen. Het alfapaar (meestal het oudste vrouwtje en een mannetje van middelbare leeftijd) monopoliseert de voortplanting in de roedel door middel van agressief gedrag en geritualiseerde uitingen van dominantie en ondergeschiktheid en hormonale signaalstoffen. Tijdens de voortplantingstijd zijn de alfa-dieren agressief tegen andere leden van de roedel om hun dominantie te bevestigen. Het onderdrukken van de voortplanting bij ondergeschikte dieren is echter voornamelijk gedragsmatig en niet fysiologisch. Slechts 1 op de 15 teefjes ovuleerde niet tijdens een onderzoek waarin de invloed van hormoonspiegels werd vergeleken met gedragspatronen. Ondergeschikte individuen kunnen binnen een roedel nakomelingen krijgen en grootbrengen. In Tanzania hadden een ondergeschikt vrouwtje en een ondergeschikt mannetje jongen, maar of deze reu de vader van de nakomelingen was is onbekend. Genetische gegevens duiden op meervoudig vaderschap binnen een roedel. Ondergeschikte mannetjes kunnen paren met het dominante vrouwtje. Soms plant bijna de helft van de bètamannetjes en -vrouwtjes zich met succes voort, en reproductieve uitwisseling tussen dominante en ondergeschikte leden is belangrijk voor Afrikaanse wilde honden. Ondergeschikte individuen hebben een kortere levensduur dan dominante roedelgenoten, dus er zijn negatieve gevolgen van inteelt. In sommige populaties maken bèta-vrouwtjes tot 25% van de geproduceerde nesten uit, maar zeer weinig jongen van ondergeschikte vrouwtjes overleven hun eerste jaar. Toen een ondergeschikt teefje tegelijkertijd met het alfa-vrouwtje een nest produceerde, controleerde het dominante vrouwtje de toegang tot alle nakomelingen, inclusief die van het ondergeschikte vrouwtje, en beïnvloedde ze de hoeveelheid voedsel van de pups. Nakomelingen van het ondergeschikte vrouwtje lijden daardoor vaak aan ondervoeding, en de meeste nesten van ondergeschikte vrouwtjes sterven of worden overgenomen door het alfa-vrouwtje. Alfa-vrouwtjes doden naar verluidt soms de jongen van ondergeschikte teefjes. Deze neiging van alfa-vrouwtjes om nesten over te nemen verklaart waarschijnlijk ook de extreem grote nesten (tot wel 16 jongen) die af en toe worden gemeld. De beschikbaarheid van prooien is belangrijk voor een succesvolle voortplanting van Afrikaanse wilde honden. Vrouwtjes paren op jongere leeftijd wanneer de roedeldichtheid en de beschikbaarheid van prooien hoog zijn. Oudere vrouwtjes in grote groepen brachten de meeste nakomelingen voort.
Het komt zelden voor dat teefjes en reuen hun hele leven in de roedel blijven waarin ze geboren zijn. Dit voorkomt inteelt. Teefjes vertrekken vaker uit de groep dan reuen vanwege de aanwezigheid van een alfa-vrouwtje, en deze teefjes sluiten zich bovendien nooit aan bij een bestaande roedel met een alfa-vrouwtje. De dieren vertrekken meestal niet in hun eentje maar in groepjes van hetzelfde geslacht. Soms kunnen groepen ook splitsen, bijvoorbeeld als de niet-verwante zus van het alfa-vrouwtje en broer van de alfa-reu samen wegtrekken en een nieuwe roedel beginnen, waarbij zich vaak ook andere dieren uit de oorspronkelijke roedel aansluiten. Soms vervangt een teefje haar moeder als alfa wanneer deze is overleden.

### Communicatie

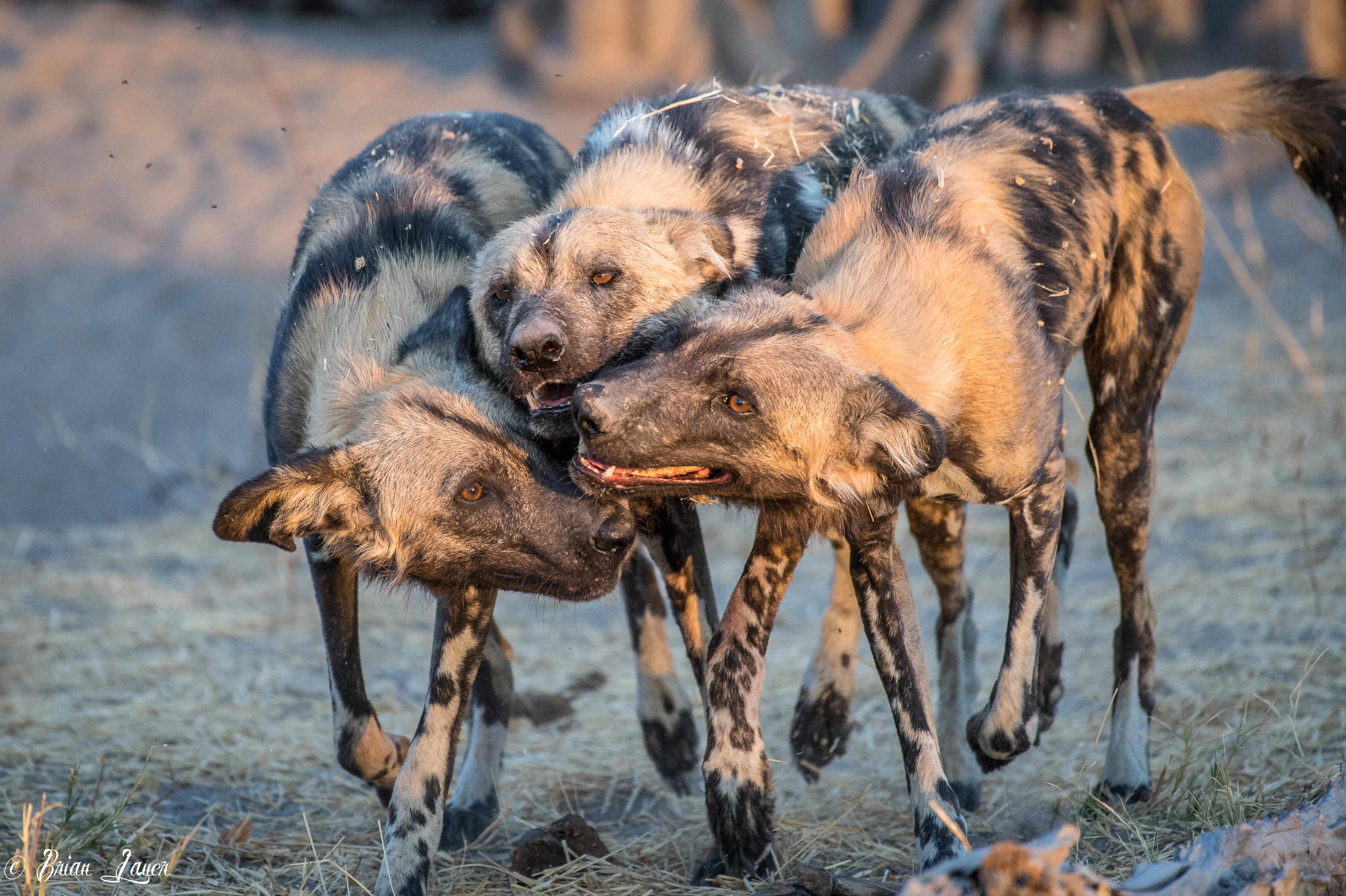
Begroetingsceremonie

De Afrikaanse wilde hond wordt gerekend tot de meest sociale van alle hondachtigen. De sociale complexiteit komt tot uiting in een rijk scala aan geluiden, waarvan sommige uniek lijken. Afhankelijk van het niveau van opwinding van roedelleden, kunnen geluiden van individuen navolging krijgen van steeds meer roedelgenoten. Het begin van de begroetingsceremonie wordt bijvoorbeeld vaak geïnitieerd door een enkele wilde hond die naar een ander toe rent met het hoofd op schouderhoogte, de mond opengesperd en de oren naar achteren gevouwen, om vervolgens met de snuit tegen de snuit van het andere exemplaar te duwen. Sociale gedragingen zoals geritualiseerd parallel lopen gaat vergezeld van een laag rommelend geluid en zoemend gekreun dat, bij toenemend enthousiasme, verandert in smekend janken. Begroetingsgedrag bij volwassenen kan zijn ontstaan uit het bedelen van de pups. Snuit-op-snuitcontact, inclusief liplikken en bijten bij volwassenen lijkt een gesymboliseerd bedelen om voedsel. Bedelen en verzoeningsgedrag van Afrikaanse wilde honden komt veel voor en kan worden waargenomen tijdens bijna elk contact tussen individuen, inclusief de jacht. Bij verzoening worden de voorpoten naar voren gestrekt en de kop dicht bij de grond gehouden, terwijl de achterhand omhoog en de staart gebogen blijft. Dit gaat meestal gepaard met een kwetterende, vogelachtige roep. Pups bedelen bij volwassen roedelleden zodat doe vlees op braken door zijn neus in de mondhoek van een volwassene te steken, aan de lippen te likken of te bijten. Een geritualiseerde vorm wordt door volwassenen gebruikt als verzoeningsgedrag. De begroetingsceremonie van de Afrikaanse wilde hond vindt meestal plaats als de roedel actief wordt na een periode van rust. De ceremonie bestaat voornamelijk uit het likken van het gezicht en geritualiseerd bedelen. Een of beide betrokken dieren kunnen een onderdanige, neergedrukte houding aannemen. Geritualiseerd heimelijk jachtgedrag waarbij individuen de nek en schouders optrekken en de staart en het hoofd laten hangen, kan voorafgaan aan de begroetingsceremonie. De begroetingsceremonie is vaak een voorloper van de jacht en kan het jachtgedrag synchroniseren en stimuleren. Niezen wordt gebruikt door Afrikaanse wilde honden in Botswana voordat ze weggaan van de rustplaats. De kans dat de roedel op jacht gaat, wordt groter met het aantal hoorbare snelle niesbuien. Jagen wordt vaker gestart wanneer alfaleden beginnen te niezen dan ondergeschikte leden.
Bij het markeren van territoriale grenzen gebruiken Afrikaanse wilde honden in gevangenschap urinemarkering, lichaamswrijving en afscheidingen van anale zakjes om gebieden te markeren. De urine bevat componenten die paarspecifiek zijn voor de dominante individuen. Roedels toonden interesse in geursporen van andere roedels door te snuiven, te plassen, te poepen en, in het geval van grote roedels, een geurspoor te volgen. Vrij rondlopende roedels communiceren hun verblijfplaats aan Afrikaanse wilde honden en andere soorten door middel van geursporen en door de aanwezigheid van een alfapaar.

### Jacht en voedsel

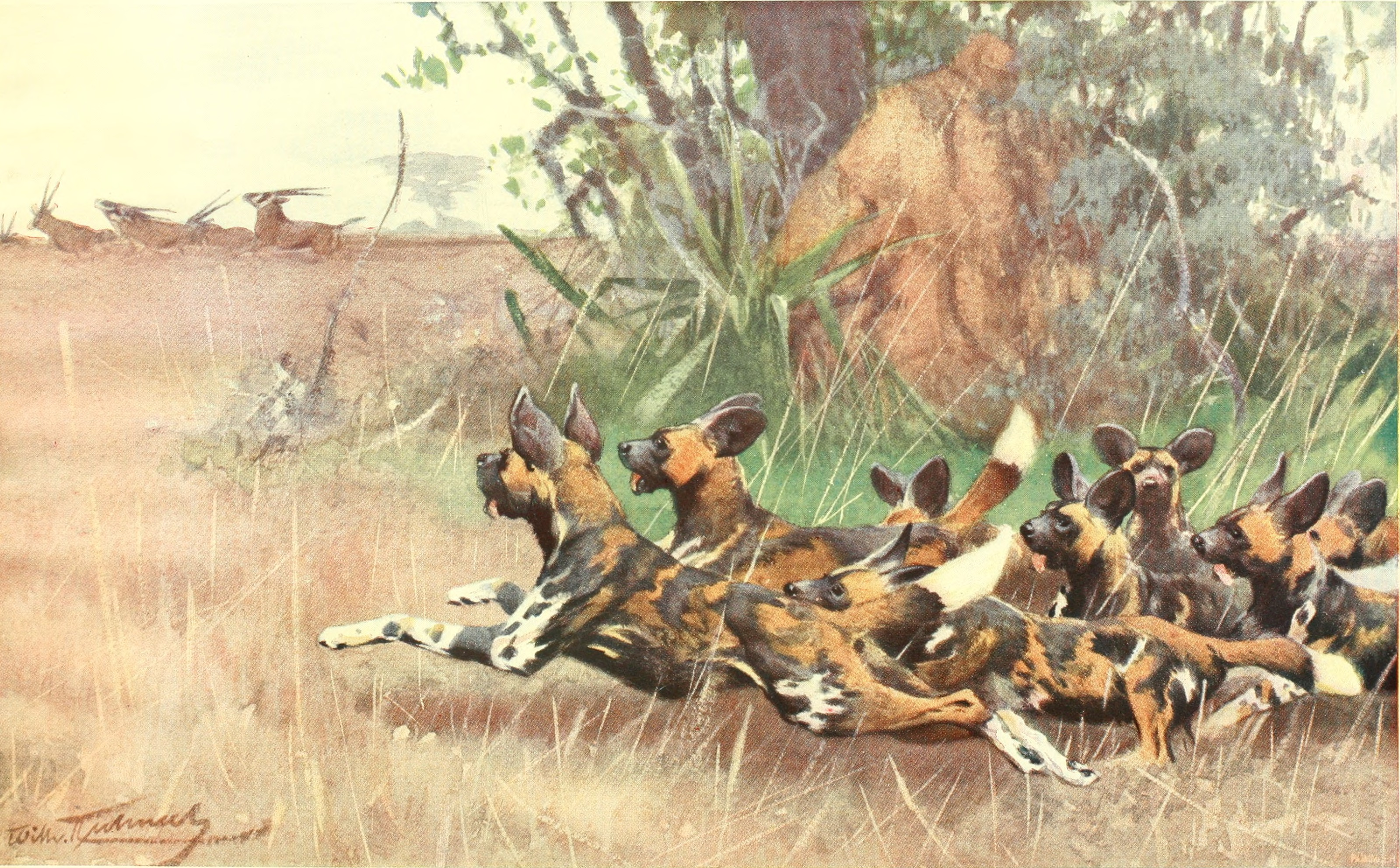
Illustratie uit: Brehms Tierleben. Allgemeine kunde des Tierreichs, van de hand van Alfred Brehm uit 1911

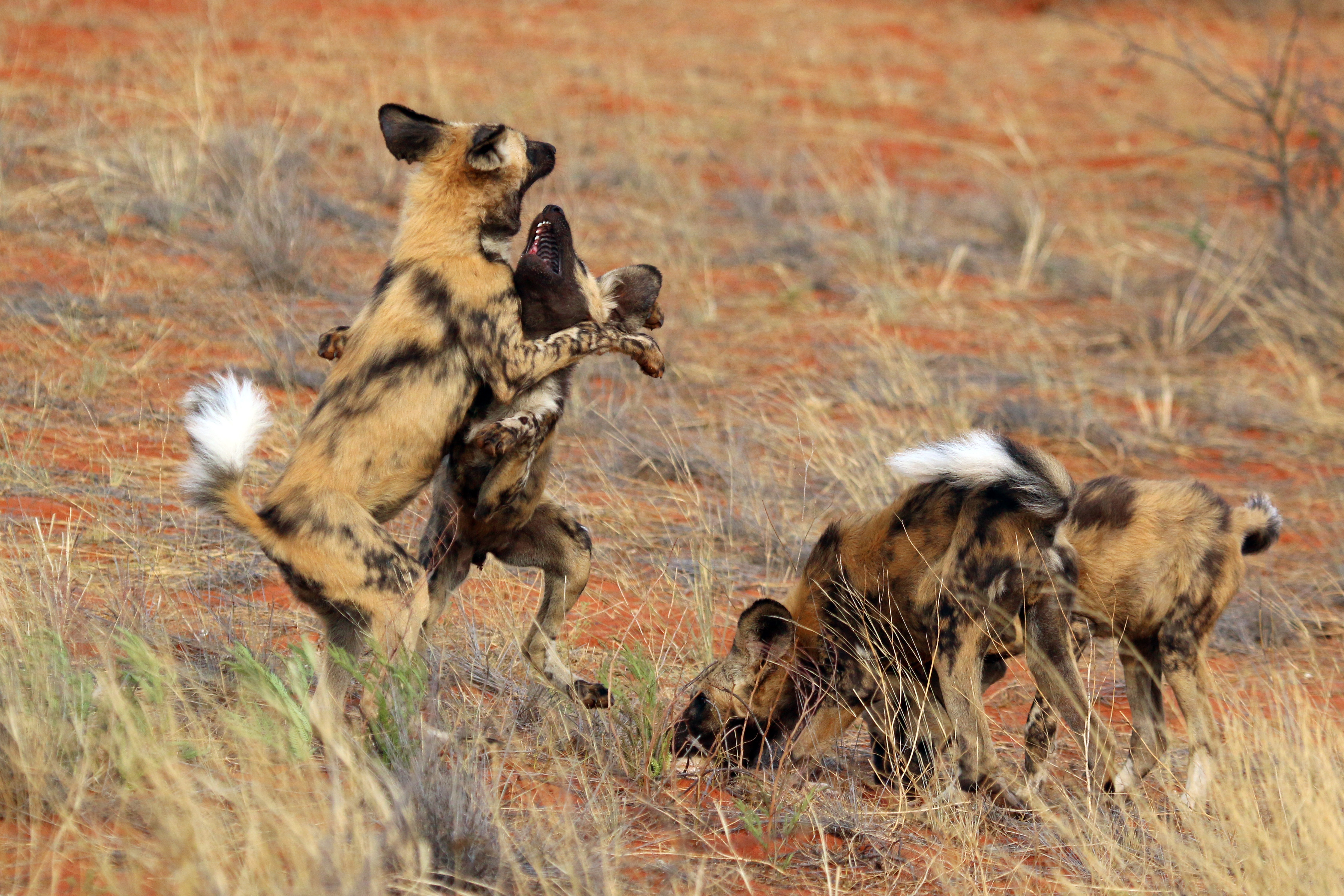
Spelende Afrikaanse wilde honden bij een prooi

Bij het jagen kiest een individu de prooi en anderen volgen, maar er zijn geen andere rollen. Enkele dieren volgen de leider op een afstand van minder dan een paar honderd meter tijdens de achtervolging, maar andere leden van de roedel nemen een omweg om prooien te onderscheppen. Roedels doden niet overal op dezelfde manier. Over het algemeen werken leden vaak samen om de prooi neer te halen nadat de prooi is gevangen. De omgeving speelt ook een rol bij de jacht. In de grasvlakten van Oost-Afrika jagen Afrikaanse wilde honden vaak door de prooi samen langdurig te achtervolgen. In gemengde bossavanne worden meerdere kortere achtervolgingen gehouden. Het jachtsucces van een individuele achtervolging is 15,5% in het noorden van Botswana en vergt meer energie dan een gezamenlijke uithoudingsachtervolging, maar er zijn minder roedelgenoten waarmee de prooi moet worden gedeeld. Concurrentie om vlees binnen de troep wordt verzacht door verzoeningsgedrag, zoals voedsel bedelen op puppy-manier, dus er vinden maar weinig gevechten plaats. Grote roedels kunnen zich splitsen en meerdere prooidieren tegelijk pakken. Grote roedels hebben meer prooien tijdens elke jacht, meer jachtsucces, kortere achtervolgingsafstanden en grotere prooien. In de Serengeti waren grotere roedels in staat volwassen westerse witbaardgnoes te vangen, maar kleinere roedels of individuele individuen jagen met weinig succes op grote soorten. In de Serengeti zijn Afrikaanse wilde hondenroedels met meer volwassen individuen succesvoller in het verdedigen van prooien tegen gevlekte hyena's dan kleinere roedels. Groepen Afrikaanse wilde honden rennen meestal gewoon rechtstreeks op hun prooi af en blijven tijdens de hele achtervolging vol in het zicht. Een alternatieve jachtmethode is verdekt te naderen in een dichte groep met gebogen kop. Hoewel deze heimelijke benadering de dieren in staat stelt dichterbij te komen voordat hun prooi vlucht, heeft dit geen invloed op het succes van de jacht. Ook wordt de daaropvolgende achtervolging niet aanzienlijk korter. Samenwerking bij de jacht beschermt alle groepsleden doordat ze gebruik maken van elkaars waakzaamheid en er is een grotere kans op succes bij de jacht. Afrikaanse wilde honden doden voornamelijk prooien door de ingewanden uit de buikholte te trekken, maar ze zijn ook in staat prooien te doden die veel groter zijn dan zijzelf met een traditionele wurggreep (vergelijkbaar met katachtigen). De dieren rusten meestal uit tijdens de hitte van de dag tussen twaalf en twee uur. De meeste jachtpartijen vinden plaats in de vroege ochtend tussen zeven en negen uur en in de vroege avond tussen zes en acht uur. Thomsongazellen zijn de belangrijkste prooi van Afrikaanse wilde honden in het zuiden van Kenia en het noorden van Tanzania, goed voor tot wel 70% van alle voedsel. In Zuid-Afrika vormen impala's en nyala's 76% van het dieet. In Zimbabwe zijn impala's goed voor 74% van de prooien en grote koedoes voor 22%. Wanneer er op kalfjes en onvolgroeide gazellen wordt gejaagd, is het succes meer dan 90%. Grantgazelle's worden minder bejaagd in delen van Tanzania, waar ze ongeveer 10% van het dieet uitmaken. Impala's zijn een minder belangrijke prooi in Kenia, maar in Zuid-Afrika kunnen ze 90% van het dieet uitmaken. Migrerende gnoes kunnen een belangrijke prooi zijn voor sommige populaties Afrikaanse wilde honden, waarbij meestal de kalfjes worden gedood (61-85%).
Wanneer er een prooi is gedood, beginnen alle aanwezige volwassen dieren onmiddellijk te eten. Dit gaat door totdat de jongen arriveren. Die krijgen vervolgens voorrang om te eten, ongeacht of de volwassenen verzadigd zijn of niet. Jongen krijgen toegang tot de prooi door het vertonen van verzoeningsgedrag of doordat het dominante volwassen paar dit afdwingt. Eventuele jaarlingen krijgen eveneens voorrang bij het eten. Individuen die niet kunnen deelnemen aan de jacht vanwege een verwonding, ziekte of ouderdom mogen ook van het karkas eten zodra ze arriveren.

### Voortplanting

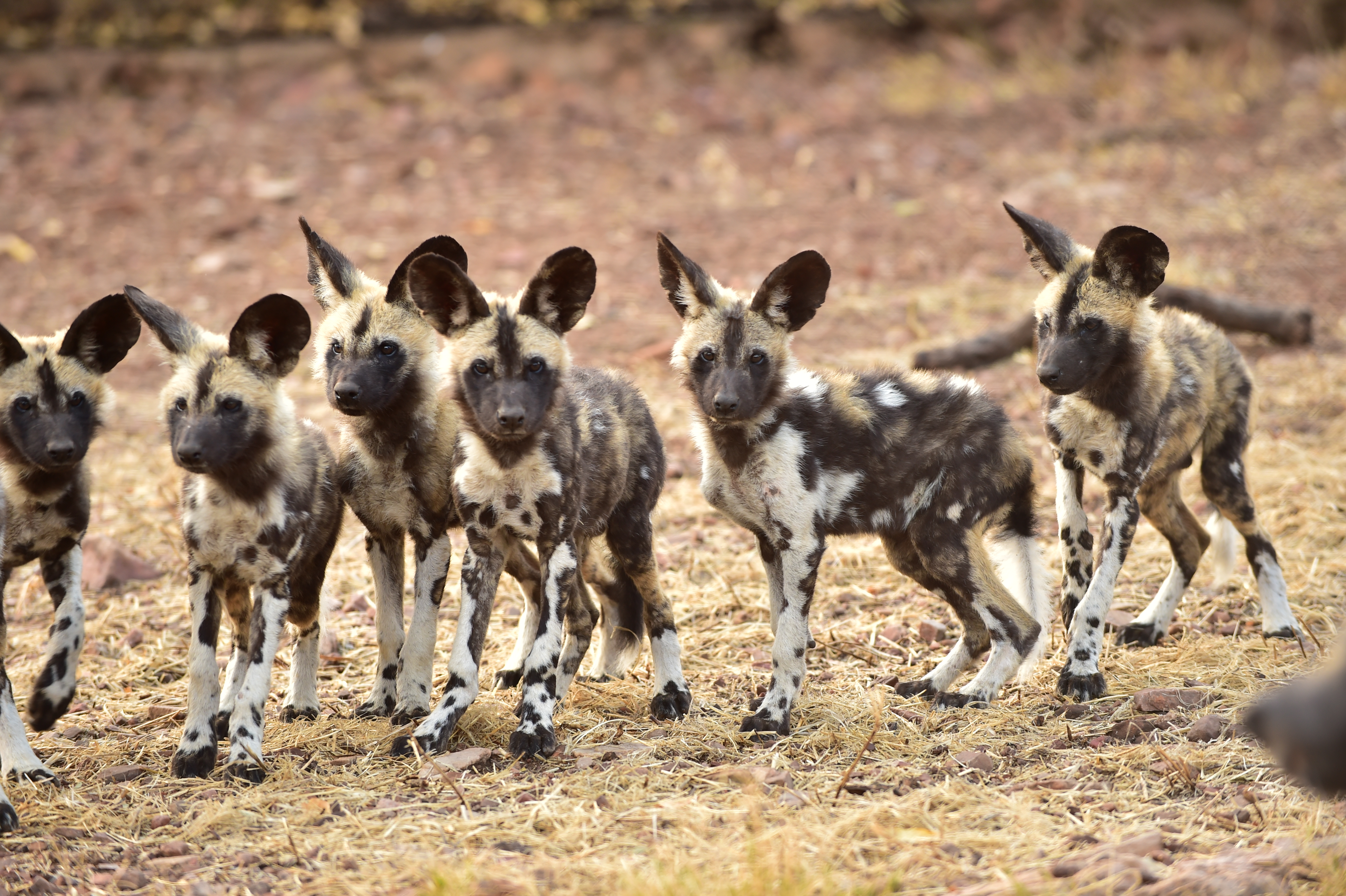
pups in Zuid-Afrika

Tijdens de weken voorafgaand aan de paring zwelt de vulva geleidelijk op en produceert een bloederige afscheiding. De belangstelling van de dominante reu en de dominante teef voor elkaar wordt gedurende deze periode steeds duidelijker. Vroege pogingen van de reu om de teef te bestijgen worden afgewezen totdat ze er klaar voor is. Dan houdt de teef de staart opzij terwijl het mannetje haar bestijgt. Herhaalde paringen vinden plaats gedurende een periode van drie tot zeven dagen, maar niet alle bestijgingen eindigen in een geslaagde paring. Net als bij andere hondachtigen, blijven de reu en de teef na de zaadlozing met elkaar verbonden gedurende 5-6 minuten. Dit is een gevolg van de zwelling van de basis van de penis (de zogenoemde bulbis glandis).
De zwangerschap duurt 71-73 dagen en pups worden geboren in ondergrondse nesten, meestal een verlaten hol. De teefjes hebben twaalf of veertien tepels. De pups worden 12 weken gezoogd. Alfa-teven produceren over het algemeen elk jaar een enkel nest, maar als de pups sterven, kan het volgende nest al na 6 maanden geboren worden. Nesten bestaan over het algemeen uit 6 tot 16 pups (gemiddeld 10). Afrikaanse wilde honden planten zich voort in afwachting van de lokale voedingsmogelijkheden voor de pups, of willekeurig waar geen seizoenen voorkomen, zoals dicht bij de evenaar. De optimale voedingsmogelijkheden zijn vaak pieken in de overvloed aan prooien en koelere temperaturen, zoals in Kruger National Park, waar pups worden geboren tussen april en september, met een piek eind mei en begin juni. Maar geboorte kan ook plaatsvinden tijdens het droogste deel van het jaar wanneer hoefdieren samenkomen bij waterbronnen. Op de Serengeti vindt de geboortepiek plaats tijdens het regenseizoen in maart-juni, wanneer hoefdieren hun jaarlijkse trek hebben.

## Ecologie
Afrikaanse wilde honden bewonen graslanden, bergachtige savannes en open bossen en hebben de neiging om dichte bossen te vermijden. Het vereist uitgestrekte gebieden (duizenden ha) met minimale verstoring door menselijke activiteiten om levensvatbare, zelfvoorzienende populaties te kunnen onderhouden. In de Serengeti-Maasai Mara-regio van Tanzania en Kenia prefereert de soort open graslanden boven andere beschikbare vegetatietypes, maar in zuidelijk Afrika bewoont hij gebieden met dicht struikgewas en bos. Het brede scala aan omgevingen die momenteel of historisch bewoond zijn, suggereert dat Afrikaanse wilde honden redelijk flexibel zijn in het selecteren van leefgebieden, althans wat betreft klimaat en landschap. De grootte van het territorium verschilt sterk van gebied tot gebied, zo tussen zo'n 150 tot 3.900 km2. De grootte van het leefgebied wordt beïnvloed door de vegetatie, de dichtheid en beschikbaarheid van prooien, de aanwezigheid van naburige roedels, de roedelgrootte, de aanwezigheid van jongen en jaarlingen, en de omvang van het reservaat.
Afrikaanse wilde honden komen vaak voor waar ook hyena's, cheeta's, luipaarden en leeuwen leven. Gevlekte hyena's zijn hun belangrijkste concurrenten, en de tijden waarop deze twee soorten dagelijkse actief zijn overlappen aanzienlijk. De andere drie soorten zijn echter vooral 's nachts actief. Er kan meer dan 70% overlap zijn in het dieet van deze concurrenten, waarbij in het Kruger Nationaal Park de impala de meest voorkomende prooi is. De aanwezigheid van gevlekte hyena's zou Afrikaanse wilde honden mogelijk hebben verdreven uit delen van zijn vroegere verspreidingsgebied, en andere concurrenten en minder prooidieren zouden kunnen bijdragen aan de teruglopende populaties Afrikaanse wilde honden. In sommige gebieden zijn gevlekte hyena's aanwezig bij bijna elke prooi die de Afrikaanse wilde honden hebben gedood en hyena's kunnen een karkas stelen als er maar weinig wilde honden aanwezig zijn. Wanneer het grootste deel van een roedel wilde honden ter plaatse is, zijn hyena's meestal niet in staat zich het karkas toe te eigenen voordat de roedel wilde honden klaar is met eten. Wanneer de hyenadichtheid laag is, proberen hyena's zelden een prooi te bemachtigen van L. pictus. Hoewel Afrikaanse wilde honden misschien hun prooi met succes kunnen verdedigen tegen hyena's, lukt dat niet tegen leeuwen. Leeuwen doden wilde honden, en predatie door leeuwen kan een belangrijke doodsoorzaak zijn voor deze soort, tot ongeveer een derde van de sterfgevallen in het Kruger National Park. Afrikaanse wilde honden doen het over het algemeen slecht in gebieden met hoge dichtheden hyena's en leeuwen (110-140 per 1.000 km2), waarschijnlijk als gevolg van concurrentie om voedsel en agressieve ontmoetingen. Leeuwen vormen een groot risico voor Afrikaanse wilde honden. Het risico op uitroeiing van Afrikaanse wilde honden nam toe tot bijna 100% wanneer de leeuwenpopulaties de matige dichtheden overschreden. Hoge dichtheden van Afrikaanse wilde honden (40 volwassenen per 1.000 km2) zijn in verband gebracht met weinig concurrentie van leeuwen en gevlekte hyena's. Afrikaanse wilde honden reageren op hun concurrenten door zich te verplaatsen, andere holen te kiezen en op andere tijden te gaan jagen. Afrikaanse wilde honden zijn naar verluidt vertrokken nadat mensen brullende leeuwen nadeden, maar bleven in reactie op de roepen van hyena's. Dat zou erop kunnen wijzen dat leeuwen een grotere bedreiging vormden dan van hyena's. Waar leeuwen ingesloten waren door hekken waar de wilde honden doorheen kunnen, gebruikten de dieren gebieden aan de leeuwvrije kant van het hek meer dan de andere kant. Afrikaanse wilde honden kiezen holen in struiken op ruig terrein, zodat die minder snel door leeuwen en hyena's worden ontdekt en de dieren makkelijker kunnen ontsnappen als ze toch gevonden worden. Afrikaanse wilde honden zijn ook in staat om de tijd waarop ze op jacht gaan te variëren. Door mensen te ontlopen, wordt het risico op conflicten met hyena's en leeuwen echter groter. Om prooidiefstal te voorkomen, zijn Afrikaanse wilde honden vooral actief als leeuwen en hyena's rusten. Wilde honden maken dus duidelijke afwegingen tussen de risico's.
Over het algemeen overleeft minder dan de helft van de jongen het eerste jaar, maar het percentage varieert sterk tussen en binnen populaties, variërend van ongeveer 15% tot 75%. De overlevingskansen in het eerste en tweede levensjaar zijn lager dan die van volwassenen. In een forse roedel zijn de overlevingskansen van de jongen hoger omdat de jongen dan beschermd kunnen worden door een of meer volwassen dieren terwijl de rest van de groep op jacht gaat. Verder is de overleving hoger wanneer er meer voedsel beschikbaar is. Mogelijke oorzaken van hoge sterfte onder jongen zijn onder meer ziekte, predatie door gevlekte hyena en leeuw en onderkoeling als gevolg van overstroming van het hol. Jaarlijks overlijdt zo'n 15% tot 35% van de volwassen dieren. Afrikaanse wilde honden zijn gevoelig voor miltvuur, hondenziektevirus (CDV), hondenhepatitis, hondenherpes, parvovirus, hondsdolheid, Rickettsia en Toxoplasma.

## Interactie met de mens

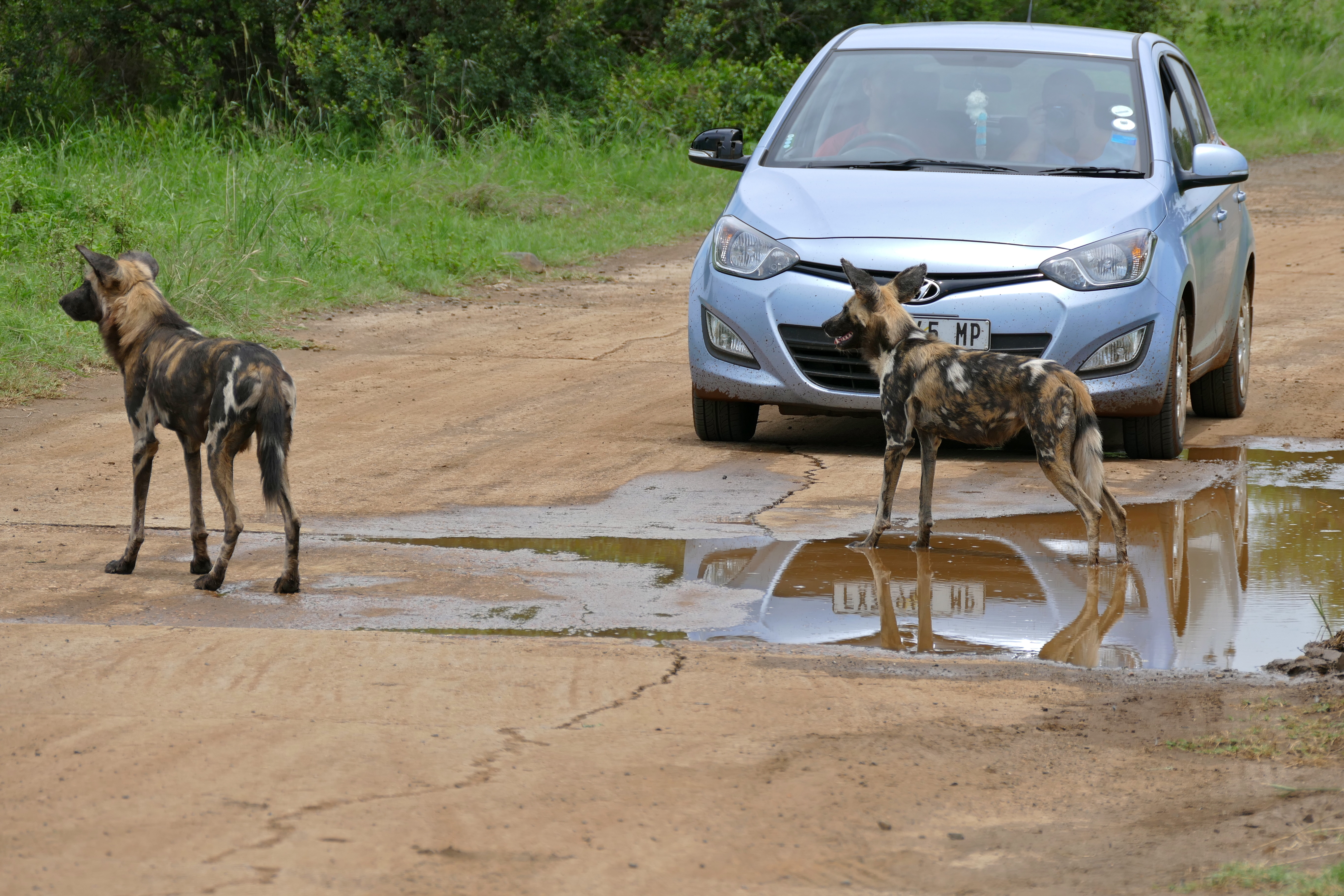
Afrikaanse wilde honden steken een weg over

Afrikaanse wilde honden jagen niet regelmatig op vee. Buiten de beschermde gebieden in Noord-Kenia zijn aanvallen van Afrikaanse wilde honden op vee ongewoon als er nog wilde prooien waren (zelfs bij lage dichtheden). Als de wilde prooidieren verdwenen zijn, doden de dieren wel regelmatig vee. Over het hele verspreidingsgebied van de soort gezien zijn de economische effecten van het aanvallen van vee te verwaarlozen, maar plaatselijk kunnen de effecten ernstig zijn.
Menselijke vervolging van de Afrikaanse wilde hond komt veel voor, en de populaties nemen af als gevolg van landmijnen, dierenvallen, vergiftiging, conflicten met boeren, wildboerderijen en menselijke gemeenschappen, verlies van leefgebied, onverantwoord toerisme en verstoring van de holen. Andere bedreigingen voor het voortbestaan van de Afrikaanse wilde hond zijn onder meer een schadelijk landgebruikbeleid, waaronder een gebrek aan betrokkenheid van mijnbouwbedrijven, en het gebruik van roofdierbestendige omheiningen die de verspreiding van de soort tegenhouden. Onvoldoende politiek engagement leidt tot ontoereikende maatregelen of gebrek aan handhaving, en tot corruptie bij wetshandhavingsinstanties. Al deze oorzaken bovenop de natuurlijke kwetsbaarheden van de soort, waaronder voedselconcurrentie met leeuwen en gevlekte hyena's, onvoldoende prooidieren, ziekte, droogte, verlies van veerkracht als gevolg van klimaatverandering en een kleine populatieomvang. In Zimbabwe werd de Afrikaanse wilde hond tot 1975 als plaagdier beschouwd en er zijn meer dan 3.000 exemplaren neergeschoten tijdens bestrijdingsprogramma's die de regering liet uitvoeren tussen 1956 en 1975. Hoewel de houding langzaam aan het veranderen is, blijven veel landeigenaren de soort als ongedierte beschouwen. Verkeersdoden komen steeds vaker voor naarmate snelwegen worden aangelegd, wat een reële bedreiging vormt voor veel kleine populaties verspreid over nationale parken. In het Hwange Nationaal Park in Zimbabwe bijvoorbeeld was van 1988 tot 1993 64% van de geregistreerde sterfgevallen het gevolg van verkeer, en de rest was te wijten aan het afschieten of het zetten van vallen.
Het jagen op Afrikaanse wilde honden is inmiddels overal verboden, hoewel er nog wel gestroopt wordt. De sportjacht op deze soort is nooit populair geweest en er lijkt geen vraag te zijn naar lichaamsdelen. Als gevolg hiervan bestaat er weinig bezorgdheid dat illegale handel een belangrijke factor is in de achteruitgang van de soort. Helaas neemt de vraag naar in het wild gevangen exemplaren toe, en de illegale vraag zou kunnen groeien. Stropen door schieten, strikken en vergiftiging waren goed voor 9%, 1% en 16% van de sterfte bij wilde honden met radiohalsband en 16%, 8% en 21% van de sterfte bij individuen zonder halsband. De meeste gevallen van stroperij vonden plaats buiten de beschermde gebieden waar het land wordt gebruikt voor het houden van vee en wild. De meeste dieren die gevangen werden in strikken zijn onbedoelde bijvangst.
Afrikaanse wilde honden worden gehouden in dierentuinen over de hele wereld en krijgen daar ook jongen. De voortplanting mislukt wanneer er sociale problemen zijn binnen roedels. Maar vaker planten Afrikaanse wilde honden in dierentuinen zich snel voort en wordt de roedel te groot voor de beschikbare ruimte. Om overbevolking te voorkomen houden de meeste dierentuinen slechts een volwassen vrouwtje en een of meer volwassen mannetjes. Succesvolle voortplanting in dierentuinen is een gevolg van het zorgvuldig namaken van het natuurlijk milieu. Zo worden holen zo vormgegeven dat die lijken op die in natuur, en die voorkomen dat reuen binnendringen. Ook worden die holen niet regelmatig door verzorgers schoongemaakt. Dit veroorzaakt namelijk stress waardoor de teefjes soms hun jongen doden en opeten. Met de groeiende ervaring met het houden van Afrikaanse wilde honden en aanhoudend succes met het fokken zijn er meer dieren beschikbaar voor andere dierentuinen en herintroductieprogramma's. Afrikaanse wilde honden krijgen in dierentuinen een qua voedingswaarde compleet dieet op basis van rauw vlees, aangevuld met botten en karkassen van boerderijdieren. Dagelijkse voedingen worden onderbroken door af en toe te vasten. Lage genetische diversiteit heeft belangrijke gevolgen voor het behoud, en de meeste Afrikaanse wilde honden in gevangenschap zijn van Zuid-Afrikaanse afkomst. Herintroductie van in gevangenschap gefokte individuen in Oost-Afrika zou dus het probleem van vermenging van afstammingslijnen creëren en het voortbestaan van de oostelijke subpopulatie in gevaar kunnen brengen. Hoewel soortbeschermingsprogramma's belangrijk kunnen worden naarmate populaties van Afrikaanse wilde honden blijven afnemen en verdwijnen, kan het nodig zijn om extra populaties in gevangenschap te creëren van Oost-Afrikaanse afkomst.

## Verspreiding, populatieomvang en bescherming

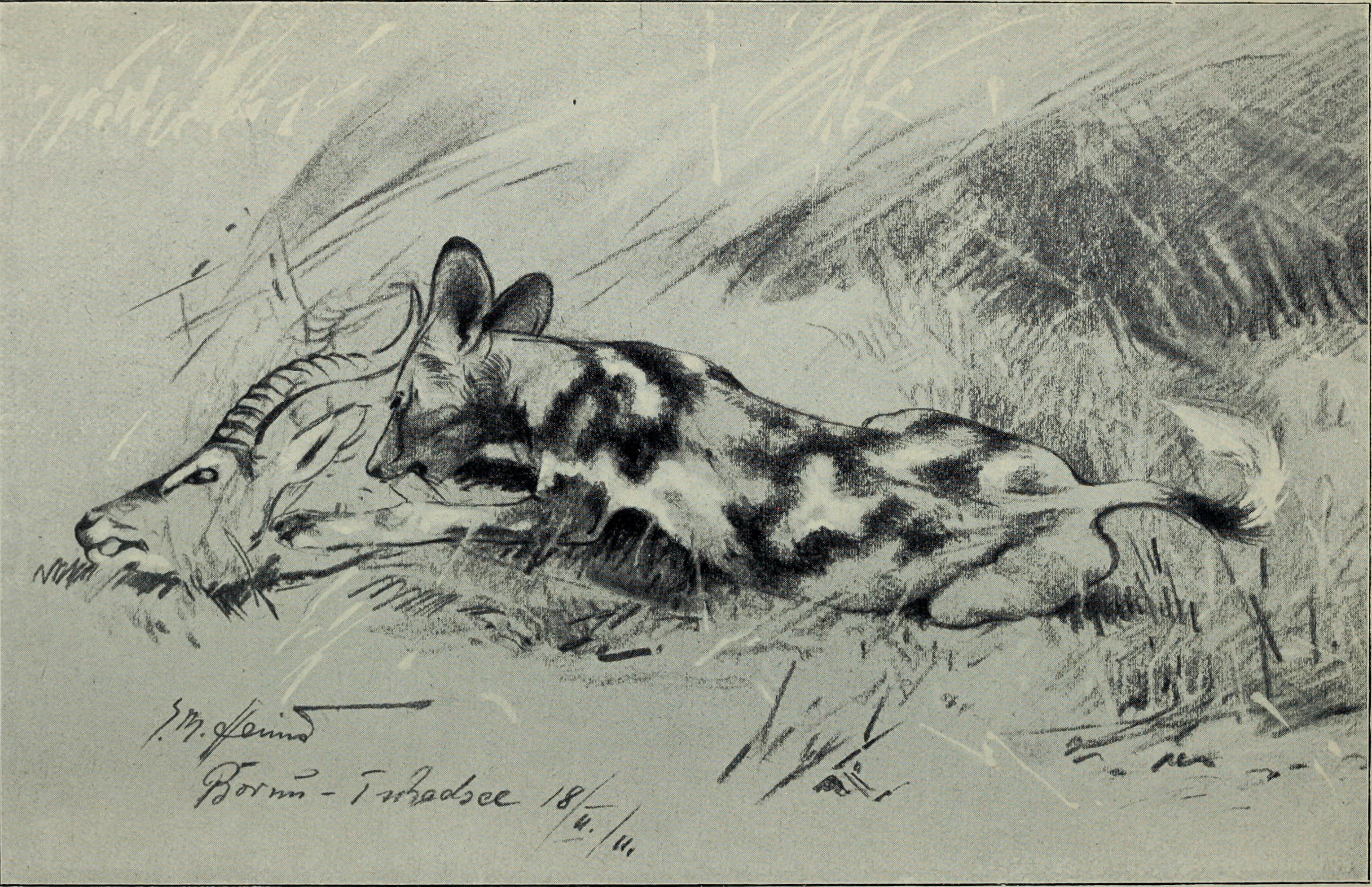
Illustratie van Ernst Heims uit: From the Congo to the Niger and the Nile: an account of The German Central African expedition of 1910-1911

De Afrikaanse wilde hond was ooit wijdverspreid in Afrika bezuiden de Sahara en woonde in bijna alle omgevingen behalve regenwouden en de droogste woestijnen. De soort is gemeld van de Kilimanjaro. Een relictpopulatie die in het verleden is vastgesteld in het zuiden van Algerije suggereert dat de Sahara vroeger mogelijk bewoond is geweest door L. pictus. De soort is vrijwel verdwenen uit West-Afrika en sterk vermindert in Centraal- en Noordoost-Afrika. Botswana, Tanzania en Zimbabwe bieden leefgebied aan bijna de helft van de resterende wilde populatie. Andere populaties komen voor in de Centraal-Afrikaanse Republiek, Ethiopië, Kenia, Mozambique, Namibië, Zuid-Afrika, Soedan en Zambia, met potentiële populaties van meer dan 100 individuen in Kameroen, Tsjaad, Senegal en Somalië.
Er zijn verschillende pogingen gedaan om Afrikaanse wilde honden te herintroduceren waar deze zijn verdwenen. Omdat de enige levensvatbare populatie van de soort in Zuid-Afrika voorkomt in het Kruger National Park, werd een werkgroep opgericht om andere levensvatbare populaties in Zuid-Afrika te creëren. Dieren werden tot 2005 opnieuw geïntroduceerd op 12 locaties in Zuid-Afrika. Honderdzevenentwintig individuen werden vrijgelaten bij 18 gelegenheden en 129 nakomelingen werden geboren uit opnieuw geïntroduceerde individuen. Effectieve herintroducties maakten gebruik van in gevangenschap gefokte of verplaatste individuen die sociaal geïntegreerd waren, en er werden vrijlatingen gedaan in omheinde reservaten, tenzij intensieve beheerstrategieën werden gebruikt om de effecten van door mensen veroorzaakte sterfte te verminderen. Alleen in het Tswalu Kalahari Reservaat stierf de geherintroduceerde populatie uit door een uitbraak van de hondenziekte. Elders slaagde intensief beheer erin de geïntroduceerde populaties te beschermen en in te grijpen in conflicten die zich buiten het reservaatsgebied. Drie pogingen om de soort te herstellen in het Nationaal park Etosha in Namibië mislukten allemaal vanwege predatie door leeuwen, voedseltekort en hondsdolheid. Dit hangt waarschijnlijk samen met de samenstelling van de groepen die niet voldoende in staat waren tot samenwerking of niet hadden geleerd te jagen.
De Afrikaanse wilde hond is een van de meest bedreigde hondachtigen ter wereld. De soort nadert uitsterven met slechts ongeveer 6.000 vrij rondlopende individuen die overblijven in een paar geïsoleerde subpopulaties. Op basis van het aanhoudende verlies van leefgebied en de afname van het aantal in de afgelopen 20 jaar wordt L. pictus erkend als bedreigd door de International Union for the Conservation of Nature (IUCN). In 2021 staat het nog steeds niet op de lijst van de Conventie inzake internationale handel in bedreigde in het wild levende dier- en plantensoorten (CITES).